# 美國海軍
美國海軍（英語：United States Navy，縮寫：或），是一个美军軍種，負責管理所有与海軍有关的事务。其职责为：“配备、训练和武装一支有能力赢得战争、阻止入侵和保证海域自由的海军作战部队。
就人員而言，美國海軍有336,978名現役人員和101,583名預備役人員，是美國武裝力量的第三大军種。截至2024年，海軍擁有296艘军艦，總噸位4,635,628噸，位居世界第一。有超過2,600架飛機，戰力超過了大多數國家的正規空軍。
《美国宪法》赋予美国国会「配备和保持海军」的权力是美国海军建立的基石。美国海军的前身是在美国独立战争中建立大陆海军，于1790年解散。后由于美国船只受到北非海盗的袭击，因此，1794年，国会通过法案组建美国海军并订造了六艘军舰。美国海军登上世界舞台是在20世纪，尤其是在第二次世界大战期间。从欧洲战场到太平洋战场，从珍珠港事件到日本在密苏里号战舰上簽署投降书，美国海军都扮演了重要角色。在随后的冷战中，美国海军又成为美国对苏联进行核威慑和全球对抗的重要力量。
21世纪，美国海军在全球例如东亚、南欧以及中东等地都有着相当规模的部署，并有能力将力量投射到全球沿海地区，参与和平维护和区域战争，在美国外交和防御政策中扮演积极的角色。虽然冷战之后舰只和军职人员有所减少，但美国海军依然在技术发展方面上投下巨资。美国海军現役舰船總噸位位居世界第一，舰船數量位于世界第二，僅次於中国人民解放军海军，而艦載機部隊比大多數國家的空軍還精良。

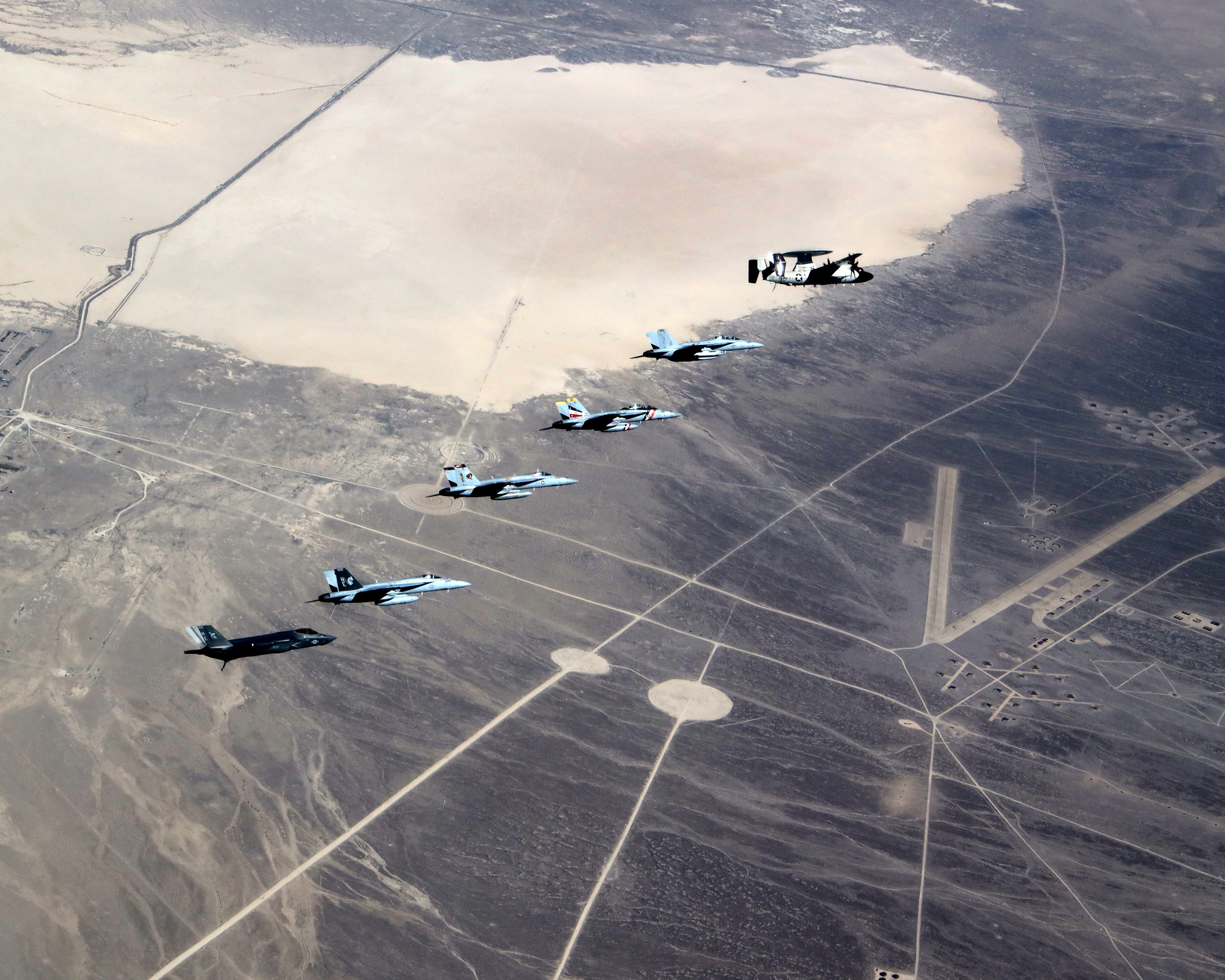
美國海軍艦載機隊，包含E-2、EA-18G、F/A-18E/F和F-35C。

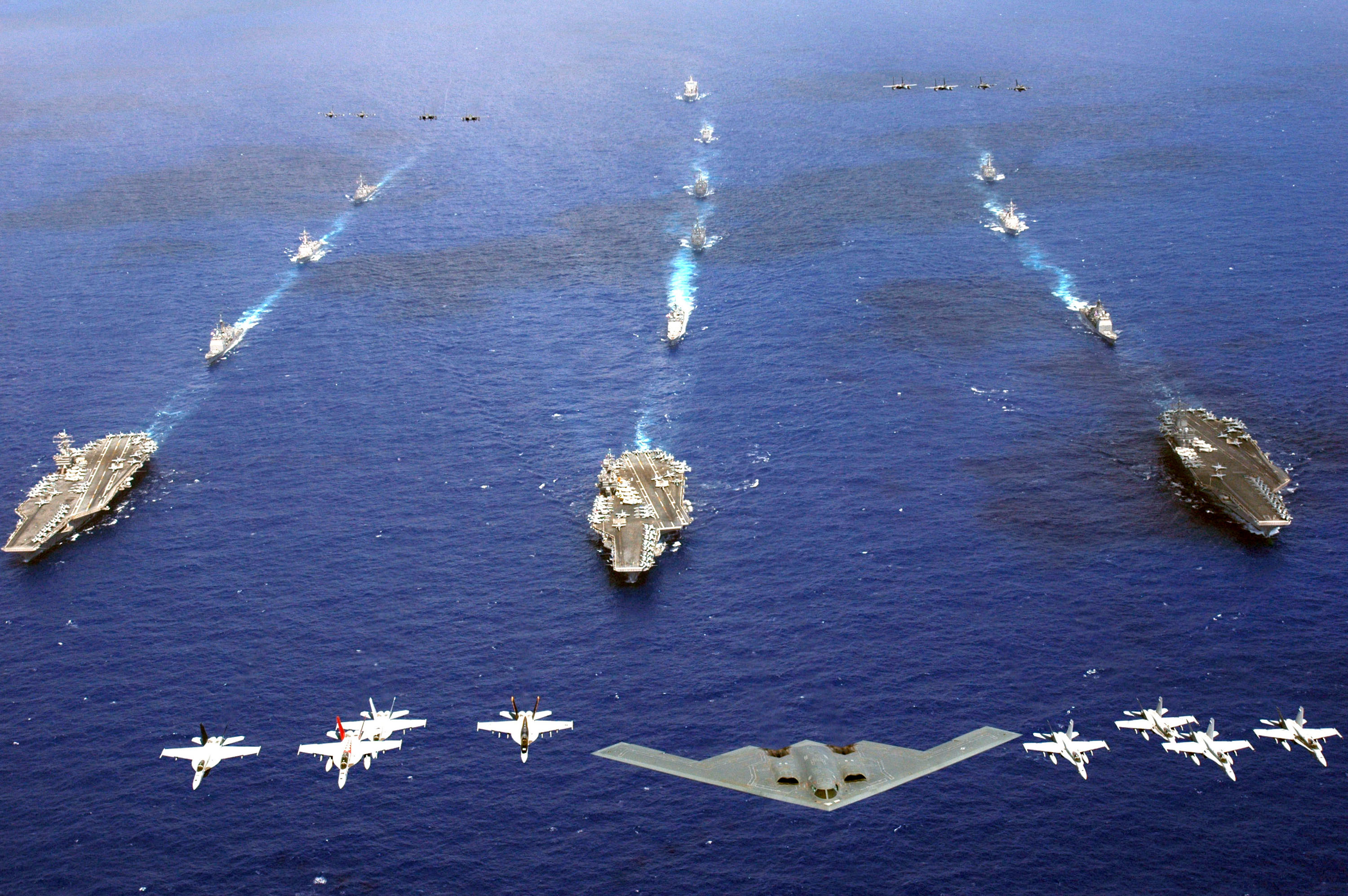
2006年英勇盾牌演習中的三航母艦隊

## 任務
To recruit, train, equip, and organize to deliver combat ready Naval forces to win conflicts and wars while maintaining security and deterrence through sustained forward presence.
招募、训练、装备和组织以提供战斗就绪的海军部队，以赢得冲突和战争，同时通过持续的前沿存在维持安全和威慑。——Mission statement of the United States Navy.

合众国海军的使命宣言。
美國海軍是美國軍隊的海上分支。海軍的三個主要責任領域：
- 有效进行战争所需要海军力量的准备。
- 海軍航空的維護，包括陸基海軍航空、對海軍行動至關重要的空運，以及參與海軍作戰和活動的所有空中武器和空中技術。
- 海军作战和服务要素的飞机、武器、军事战术、技术、组织和装备的发展。

美國海軍培訓手冊中指出，美國武裝部隊的使命是「準備好進行及時和持續的戰鬥行動，以支持國家利益。」海軍的五個永續職能包括：制海權、力量投射、威懾、海上安全和海運。

## 组织机构

海軍指揮架構

美國海軍屬於國防部海軍部管轄，由一個文职人员擔任美國海軍部長（SECNAV）為實質指揮官。資深海軍武官將領的最高位階为海軍作戰部長（CNO），並且立即擁有四星上將的官階。同時也自動成為參謀首長聯席會成員和美國國安會第二號人物，雖然這些名義上只是總統諮詢機構但其實握有實權。海軍部長和海軍作戰部長可以調動組織、管理招募、規定訓練和裝備海軍以備隨時接收區域聯合作戰司令部的指揮。

### 执行机构
美国海軍共有九大组成部分：美國海軍艦隊司令部、太平洋艦隊、美國中央海軍司令部、美国海军歐洲-非洲、美國南方海軍司令部、美國艦隊網路司令部、美国海軍預備部隊、美国海軍特種作戰司令部、作战测试及评估部隊。艦隊在海軍中被定位成武力提供者；他們不能自己擬定作戰計畫，只能維護和訓練戰鬥單元以備隨時供應區域聯合作戰司令部派遣。非公開的美國海域外軍艦行動都會編組成特遣隊，通常由第二、第三艦隊執行。只要進入其他編號艦隊負責的區域，特遣隊就會重新編號。例如說一個航母戰鬥群進入地中海西岸就會被命名為特遣隊20.1；進入地中海內就變成特遣隊60.1。

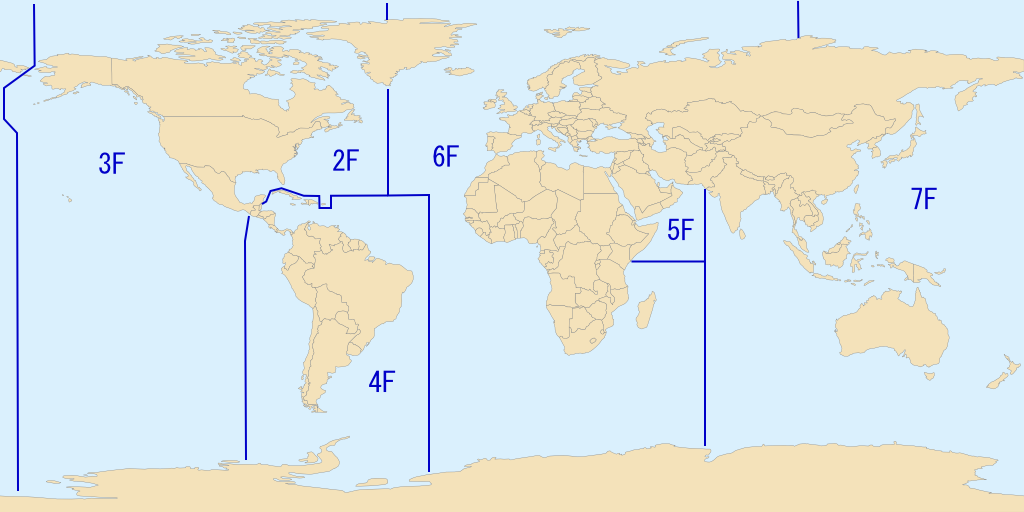
2009年以後，美國海軍各艦隊管轄區域

現時美國海軍共有七支艦隊，分別是第二艦隊、第三艦隊、第四艦隊、第五艦隊、第六艦隊、第七艦隊，以及第十艦隊。除了第四艦隊由一名兩星少將指揮外，其餘艦隊皆由三星中將指揮。而除了第十艦隊以外，其他六支艦隊各由不同的海軍區域司令部指揮，分別有美國海軍艦隊司令部、美国太平洋舰队、美国海軍歐洲-非洲 (CNE-CNA)、美國中央海軍司令部(NAVCENT)、美國南方海軍司令部(USNAVSO)等。視乎艦隊規模、任務及重要性，海軍區域司令部司令階級由少將至上將皆有。2008年，美國海軍重編第四艦隊以保護在美國南方海域活動的船隊，同時強化對中南美洲的控制力度。
2010年美國海軍復編第十艦隊，統合指揮網路戰爭指揮部及其他海軍電子作戰部門，成為現役第七支艦隊及海軍網戰中樞首腦，亦是唯一沒有配置任何戰鬥船艦的特殊艦隊編制。
| 運作部隊(Operating Forces)  | 司令階級           | 上級單位                      | 下轄主要艦隊      |
| --------------------------- | ------------------ | ----------------------------- | ----------------- |
| 美國海軍艦隊司令部          | 上將               | 美國北方司令部                | 第二艦隊          |
| 美國太平洋艦隊              | 上將               | 美國印太司令部                | 第三艦隊 第七艦隊 |
| 美國海軍歐洲-非洲 (CNE-CNA) | 上將               | 美國歐洲司令部 美國非洲司令部 | 第六艦隊          |
| 美國中央海軍司令部(NAVCENT) | 中將(艦隊司令兼任) | 美國中央司令部                | 第五艦隊          |
| 美國南方海軍司令部(USNAVSO) | 少將(艦隊司令兼任) | 美國南方司令部                | 第四艦隊          |
| 美國艦隊網路司令部          | 中將(艦隊司令兼任) | 美國太空司令部 美國網絡司令部 | 第十艦隊          |

### 陆岸设施
陸岸設施對於支援海上艦隊進行任務有必要性。尤其是後勤和戰備，它們是海軍完整且持續運作的關鍵。多樣化複雜化裝備的現代美國海軍也需要大量陸岸設施訓練人員。兩大後勤指揮體系是海軍海上司令部和海軍航空司令部。另外還有海軍情報辦公室和美國海軍天文台，海軍學校則專注於戰略和情咨。訓練單位則以海戰與空戰中心和美國海軍學院為主體。
海軍有許多「海上部隊司令部」負責運作陸岸設施和連絡陸軍與空軍支援。還負責一些對海支援的陸地火力。在戰時，所有司令部部都會擴編並依照任務編組劃歸運用。較大的幾個太平洋司令部有：美國駐韓海軍司令部（CNFK）、美國駐馬里亞那海軍司令部（CNFM）和美國駐日海軍司令部（CNFJ）。

### 掃雷與反潛戰司令部
美國海軍掃雷與反潛戰司令部（NMAWC）

### 跨部门协作

#### 海軍陸戰隊
从行政角度上，海軍陸戰隊與美國海軍同屬美國國防部下屬的美國海軍部；但通常情况下，它作为一支单独的军种执行训练作战任务，陸戰隊的軍衔名稱與陸軍、空軍相同，属于美国军队中的一个独立軍种。

#### 海岸警卫队
傳承各原單位特有精神，具有多元執行任務，主要负国土防卫、海事法律执行、海上搜救、海上环境污染、近岸内河道维护、海上导航等事务。且係唯一被國會授權於和平時期扮演執法角色的武裝團隊，也是國家在陸、海、空及陸戰隊以外的第五個武裝力量，肩負國土防衛之責任。2003年移屬國土安全部管理，戰時则移交至美國國防部屬下的美國海軍部。

## 军階

### 军官军階
| 工资等级 |                                |                                | O-1    | O-1    | O-2                       | O-2                       | O-3        | O-3        | O-4                  | O-4                  | O-5       | O-5       | O-6     | O-6     | O-7                       | O-7                       | O-8          | O-8          | O-9          | O-9          | O-10    | O-10    | Special grade | Special grade |
| 北约等级 | OF(D)                          | OF(D)                          | OF-1   | OF-1   | OF-1                      | OF-1                      | OF-2       | OF-2       | OF-3                 | OF-3                 | OF-4      | OF-4      | OF-5    | OF-5    | OF-6                      | OF-6                      | OF-7         | OF-7         | OF-8         | OF-8         | OF-9    | OF-9    | OF-10         | OF-10         |
| -------- | ------------------------------ | ------------------------------ | ------ | ------ | ------------------------- | ------------------------- | ---------- | ---------- | -------------------- | -------------------- | --------- | --------- | ------- | ------- | ------------------------- | ------------------------- | ------------ | ------------ | ------------ | ------------ | ------- | ------- | ------------- | ------------- |
|          |                                |                                |        |        |                           |                           |            |            |                      |                      |           |           |         |         |                           |                           |              |              |              |              |         |         |               |               |
|          | 军官学员                       | 军官学员                       | 少尉   | 少尉   | 中尉                      | 中尉                      | 上尉       | 上尉       | 少校                 | 少校                 | 中校      | 中校      | 上校    | 上校    | 准將                      | 准將                      | 少將         | 少將         | 中將         | 中將         | 上將    | 上將    | 五星上將      | 五星上將      |
|          | Midshipman / Officer candidate | Midshipman / Officer candidate | Ensign | Ensign | Lieutenant (junior grade) | Lieutenant (junior grade) | Lieutenant | Lieutenant | Lieutenant Commander | Lieutenant Commander | Commander | Commander | Captain | Captain | Rear Admiral (lower half) | Rear Admiral (lower half) | Rear Admiral | Rear Admiral | Vice Admiral | Vice Admiral | Admiral | Admiral | Fleet Admiral | Fleet Admiral |
|          | MIDN / OC                      | MIDN / OC                      | ENS    | ENS    | LTJG                      | LTJG                      | LT         | LT         | LCDR                 | LCDR                 | CDR       | CDR       | CAPT    | CAPT    | RDML                      | RDML                      | RADM         | RADM         | VADM         | VADM         | ADM     | ADM     | FADM          | FADM          |

### 准尉军衔
| 國防部級別 | W-1  | W-2        | W-3        | W-4        | W-5        |     |
| ---------- | ---- | ---------- | ---------- | ---------- | ---------- | --- |
| 佩章       |      |            |            |            |            |     |
| 軍階       | 准尉 | 四级准尉长 | 三级准尉长 | 二级准尉长 | 一级准尉长 |     |
| 英文縮寫   | WO-1 | CWO-2      | CWO-3      | CWO-4      | CWO-5      |     |
| 北約代碼   | W-1  | W-2        | W-3        | W-4        | W-5        | W-5 |

### 士兵军衔及士官军階
| 佩章     | 无佩章 |        |        |      |      |      |            |            |            |            |            |                |                |
| 軍階     | 新兵   | 一等兵 | 上等兵 | 下士 | 中士 | 上士 | 四等士官長 | 三等士官長 | 二等士官長 | 一等士官長 | 特等士官長 | 舰队首席士官長 | 海军首席士官長 |
| 英文縮寫 | SR     | SA     | SN     | PO3  | PO2  | PO1  | CPO        | SCPO       | CMDCS      | MCPO       | CMDCM      | FLTCM          | MCPON          |
|          |        |        |        |      |      |      |            |            |            |            |            |                |                |

## 主要海军设施

美国国内海军基地分布图

庞大、复杂和全球化的美国海军需大量的海军设施、軍港来支持其行动。除了在美国本土西岸和东岸，美国海军还在本土内陆和海外拥有相当数量的设施。
- 弗吉尼亚州汉普顿锚地：世界上最大的海军基地，由分布在弗吉尼亚州东南方汉普顿锚地145.7平方公里范围之内的大量设施组成，包括：诺福克海军基地、诺福克海军造船厂、小克里克海军两栖基地（英语：Joint Expeditionary Base-Little Creek）、奥申纳海军航空基地（英语：Naval Air Station Oceana）和约克敦海军武器基地。
- 加利福尼亚州：第二大海军基地，包括：海军基地和北岛海军航空基地（英语：Naval Air Station North Island）。美国海军海豹部隊的主要训练基地海军特种作战中心也位于此。
- 华盛顿州普吉特海湾：第三大海军基地，包括：埃弗里特海军基地（英语：Naval Station Everett）、基察普海军基地和惠德比岛海军航空基地（英语：Naval Air Station Whidbey Island）。其中埃弗里特海军基地是目前最新最现代化的海军基地之一[15]，基萨普海军基地是西岸唯一可為核動力航空母艦及潛艦進行維修的設施。[16]
- 佛罗里达州杰克逊维尔：美国第四大海军基地，包括：杰克逊维尔海军航空基地（英语：Naval Air Station Jacksonville）和梅波特海军基地（英语：Naval Station Mayport）。杰克逊维尔在海军航空和舰载机飞行员首次飞行训练方面有着悠久的历史[17]。
- 夏威夷州檀香山：珍珠港-希卡姆聯合基地，位于瓦胡岛南端，是美国太平洋舰队的总部所在。
- 缅因州基特里普利茅斯海軍造船廠：美国海军最重要的後勤設施，設有核潛艦維修設施。
- 日本横滨：横须贺美国海军基地，是朝鲜战争期间美军的主要基地。以后成为美国第七舰队的母港和美国海外最大的海军基地[18]。
- 古巴关塔那摩湾：美国于1903年租借关塔那摩湾海军基地，是美国海外历史最悠久的军事设施。
- 佛罗里达州彭萨科拉 （佛罗里达州）：彭萨科拉海军航空基地是训练海军士兵和海军航空飞行员的主要基地，被称为“海军航空的摇篮（the Cradle of Navy Aviation）”[19]。
- 西班牙羅塔：羅塔海軍基地，與西班牙海軍共用，是一個海空兩用的軍事基地，直布羅陀海峽即位在該基地東南方55海浬之處[20]，因此在戰略上相當重要。
- 義大利西西里：西哥奈拉海軍航空基地，與義大利空軍共用，同時也是北約在地中海重要的大型軍用機場和後勤基地。

## 艦艇

### 水面作戰艦艇

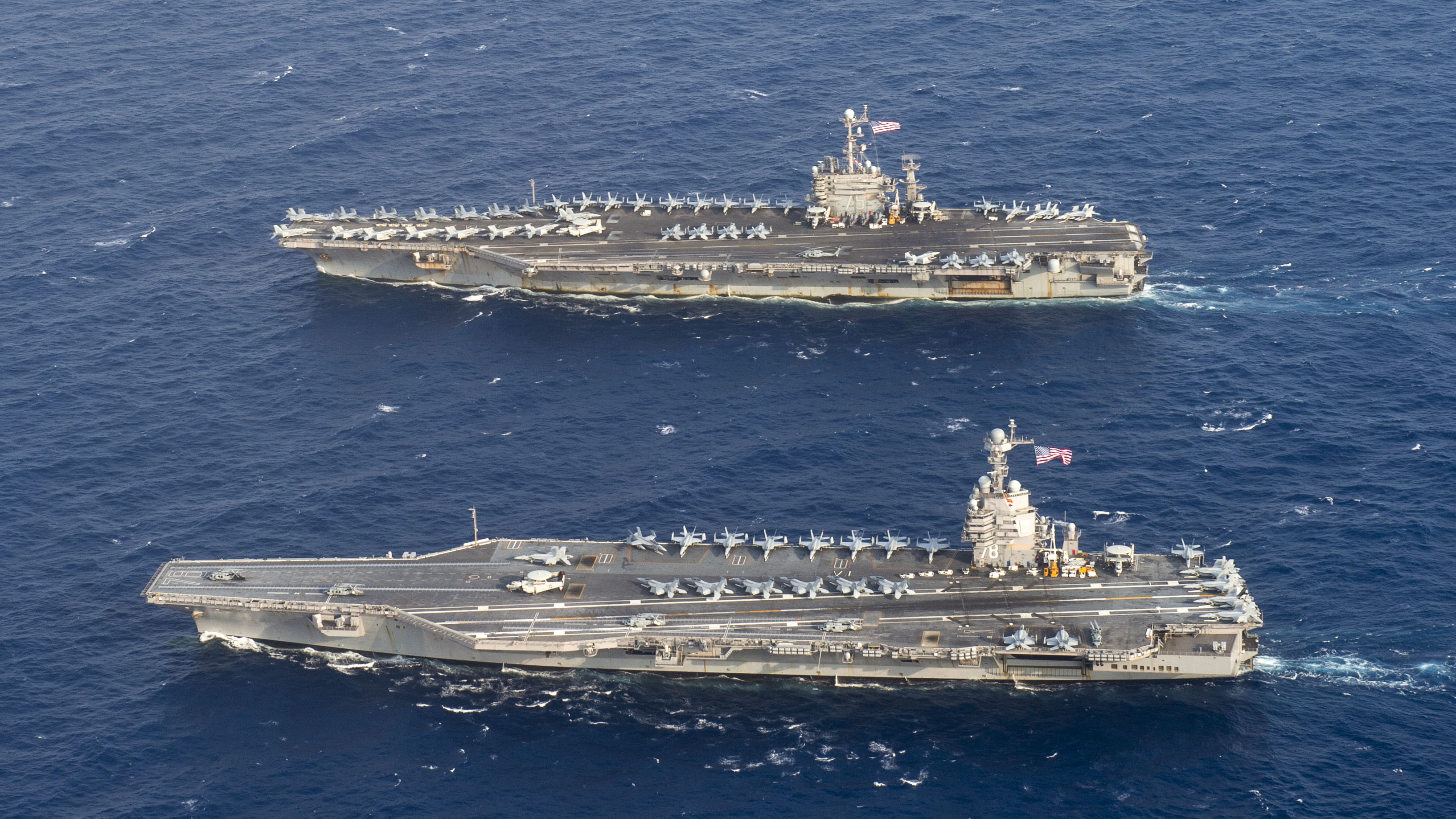
尼米茲級航空母艦和福特级航空母艦
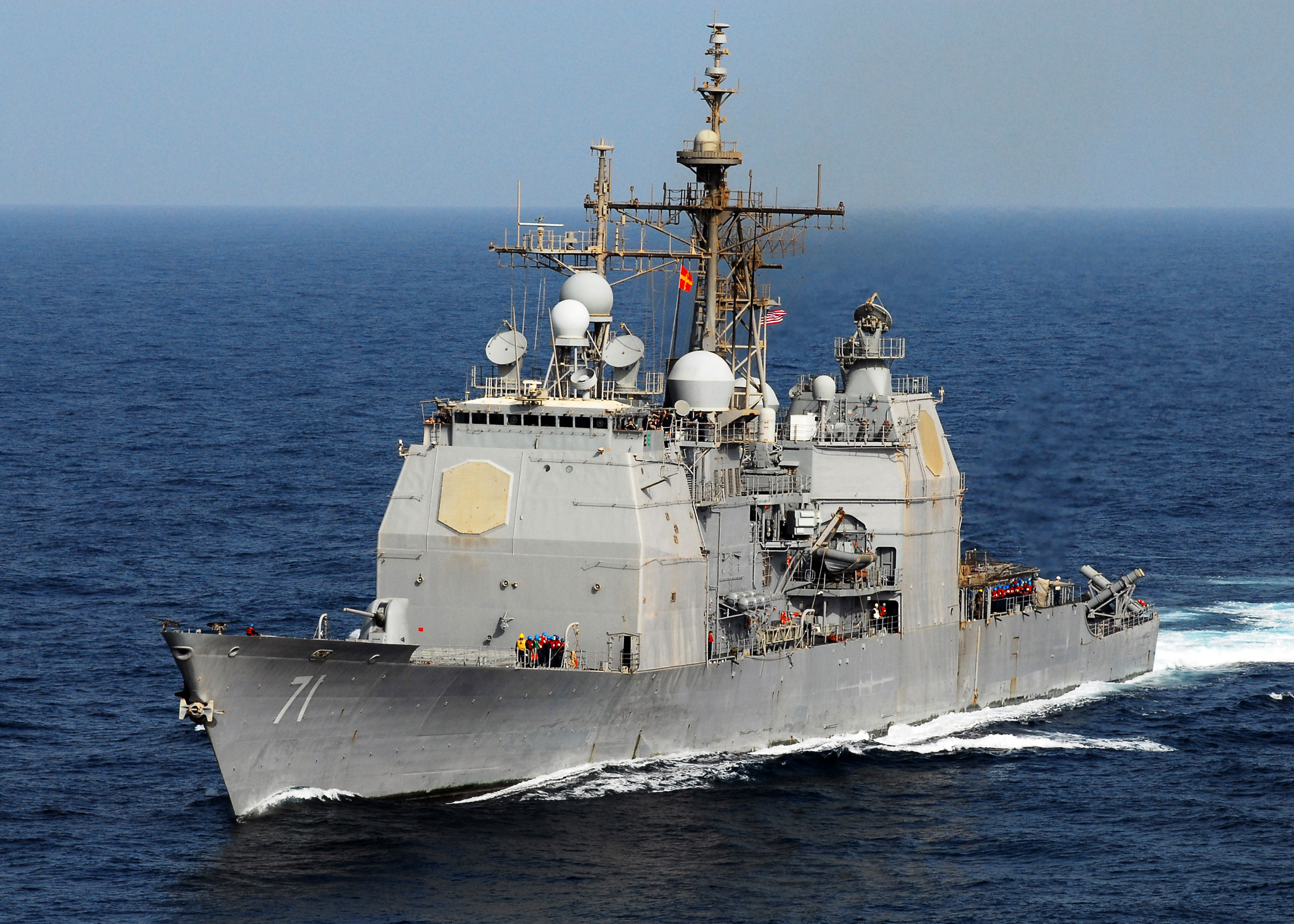
提康德羅加級巡洋艦
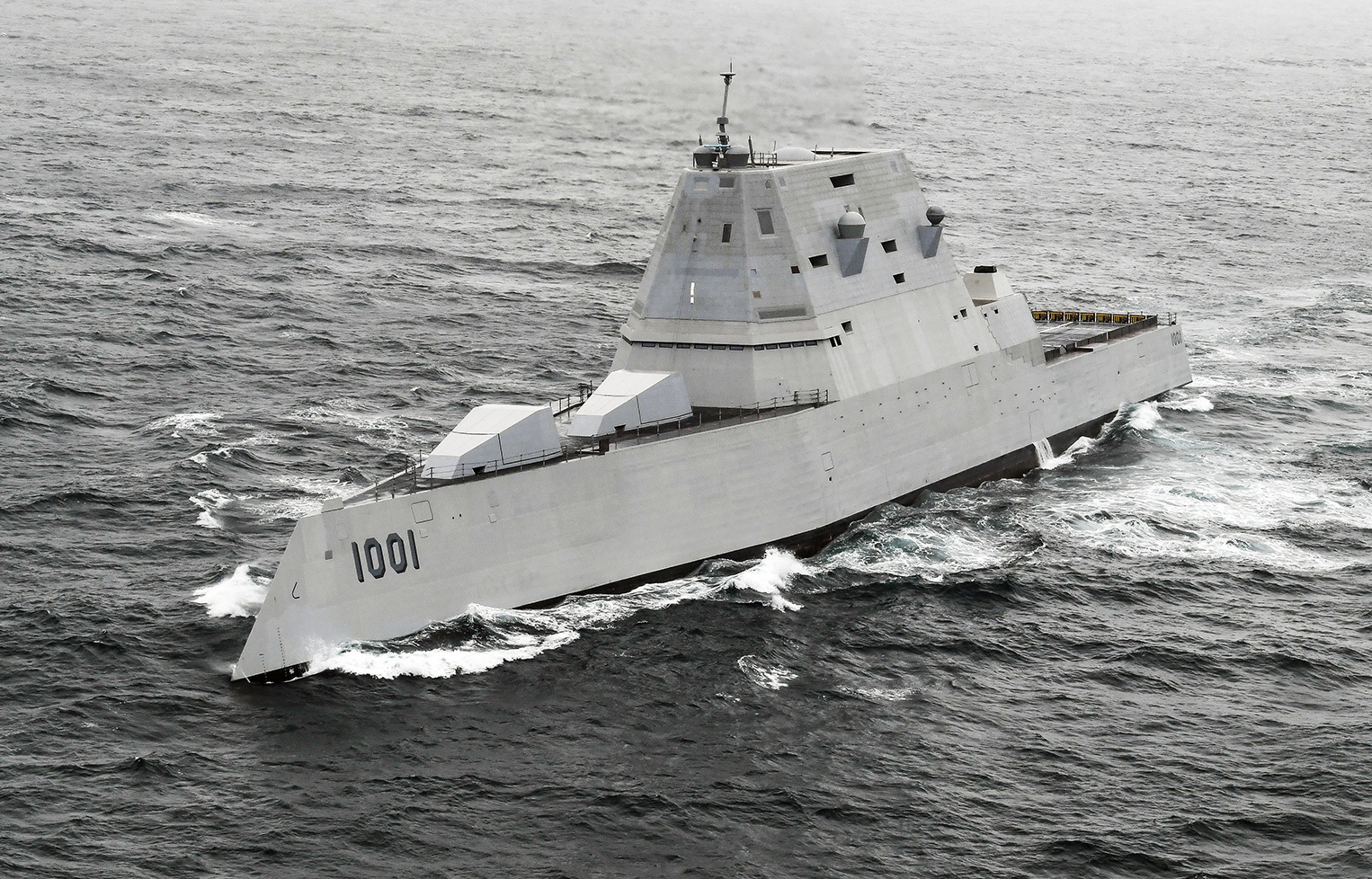
朱姆沃尔特级驱逐舰
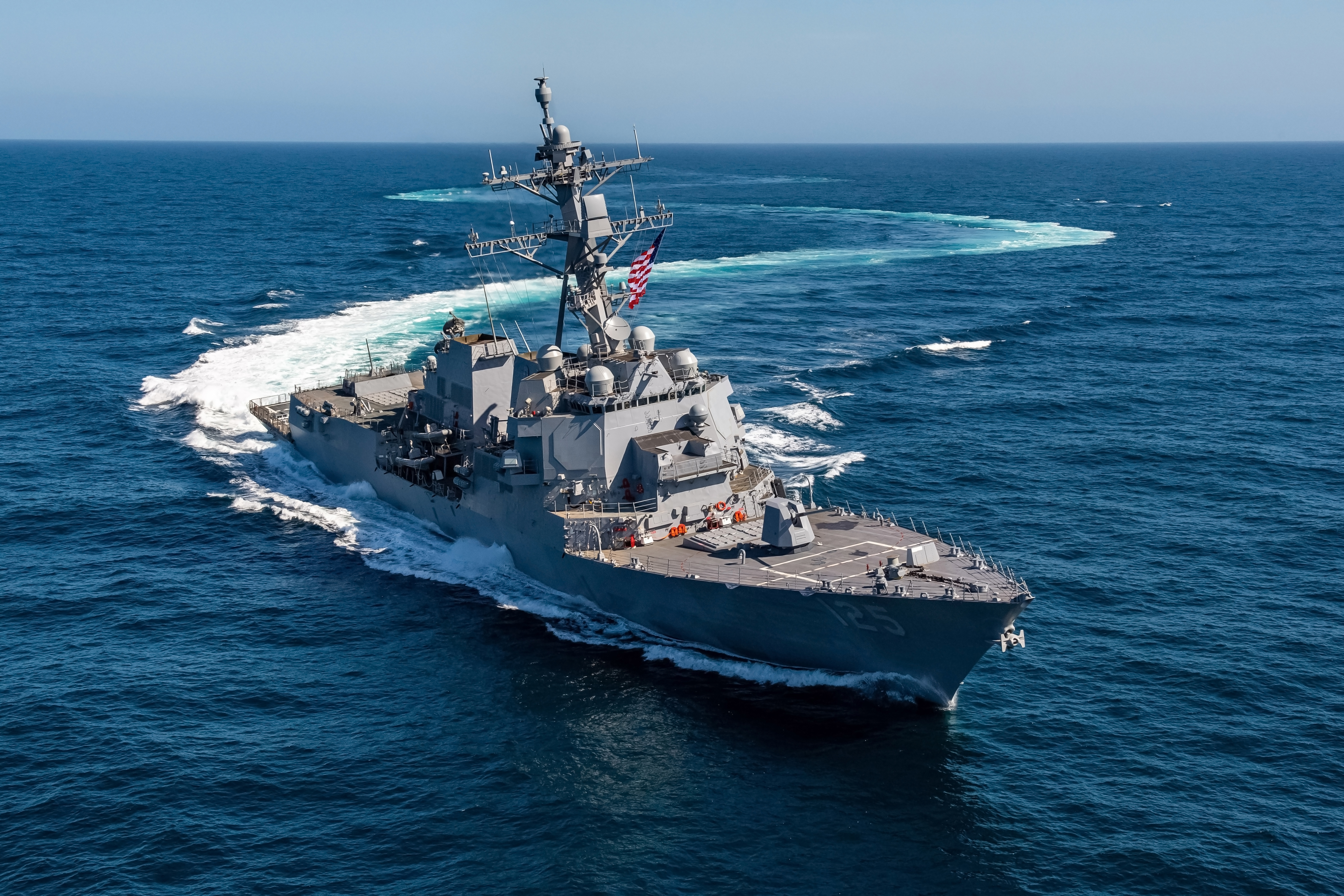
阿利·伯克级驱逐舰

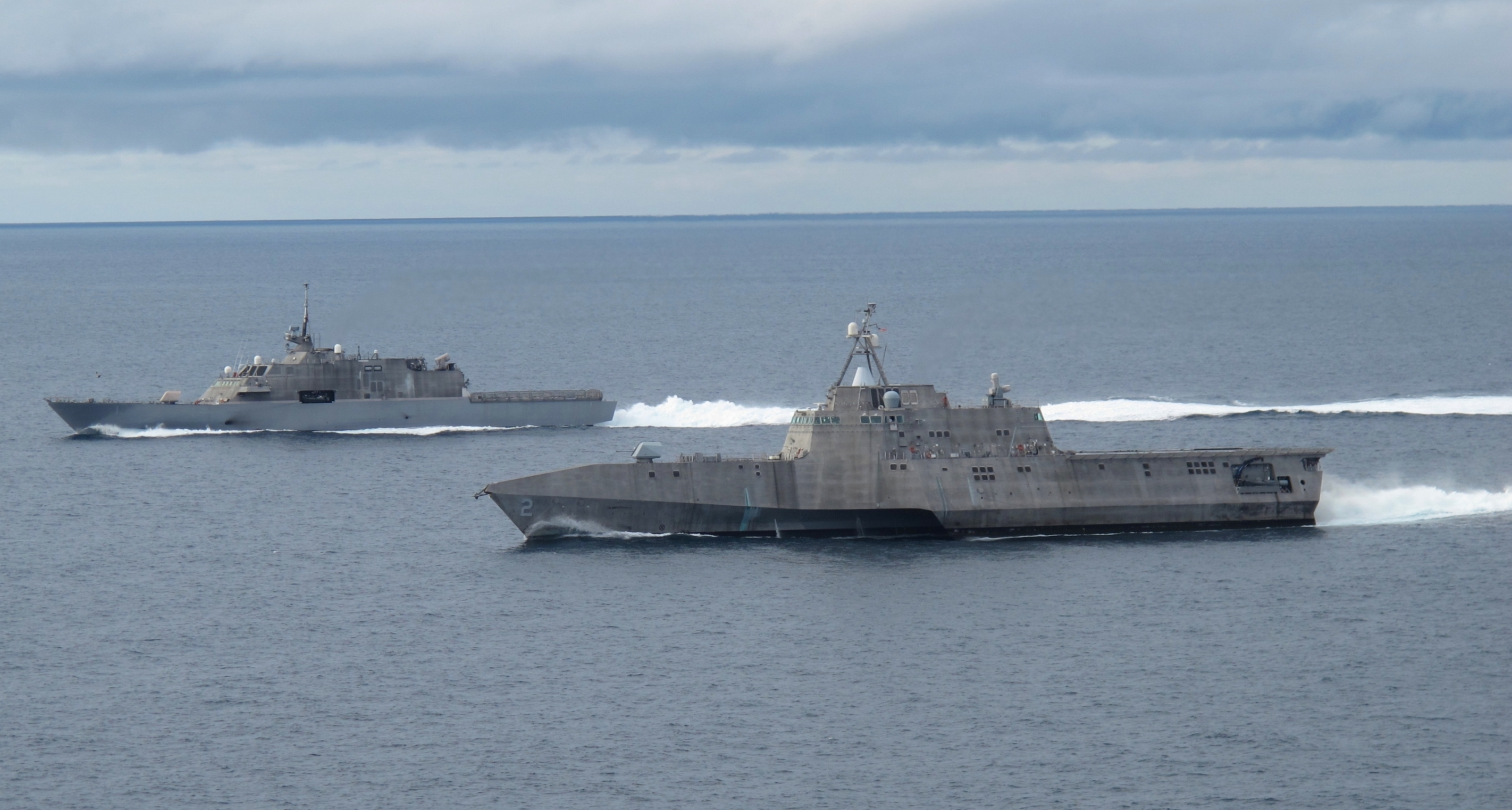
自由级濒海战斗舰和獨立級濱海戰鬥艦

- 核動力航空母艦（CVN）
  - 福特級（1艘現役，1艘下水，1艘建造中，7艘計劃中）
    - CVN-83 喬治·W·布殊號（計劃中）
    - CVN-82 威廉·J·克林頓號（計劃中）
    - CVN-81 多里斯·米勒號（計劃中）
    - CVN-80 企業號（建造中）
    - CVN-79 肯尼迪号（已下水）
    - CVN-78 福特號

  - 尼米茲級（10艘現役）
    - CVN-77 喬治·H·W·布希號
    - CVN-76 隆納·雷根號
    - CVN-75 哈瑞·S·杜魯門號
    - CVN-74 約翰·C·史坦尼斯號
    - CVN-73 喬治·華盛頓號
    - CVN-72 亞伯拉罕·林肯號
    - CVN-71 西奧多·羅斯福號
    - CVN-70 卡爾·文森號
    - CVN-69 德懷特·D·艾森豪號
    - CVN-68 尼米兹號
- （CG）
  - 提康德罗加级（9艘现役，18艘退役）
- （DDG）
  - DDG(X)（計劃中）
  - 朱姆沃尔特级（2艘现役，1艘已下水）
  - 阿利·伯克级（74艘现役，1艘已下水，6艘建造中，7艘计划中）
- （FFG）
  - 星座級（1艘建造中，19艘計劃中）
- 瀕海戰鬥艦（LCS）
  - 独立级（16艘现役，1艘已下水，2艘退役）
  - 自由級（8艘现役，3艘已下水，5艘退役）

### 兩棲舰艇

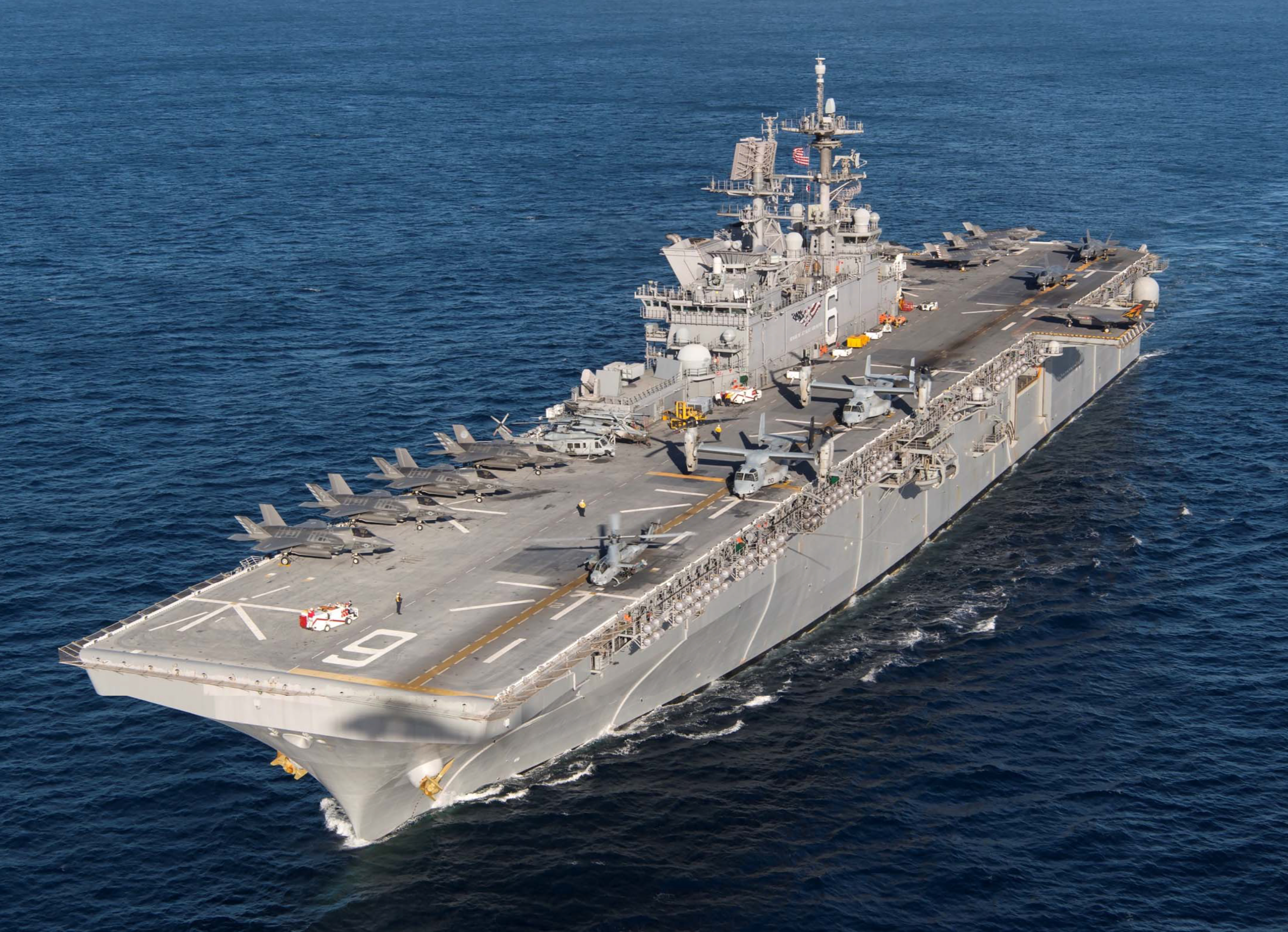
美利堅級兩棲突擊艦
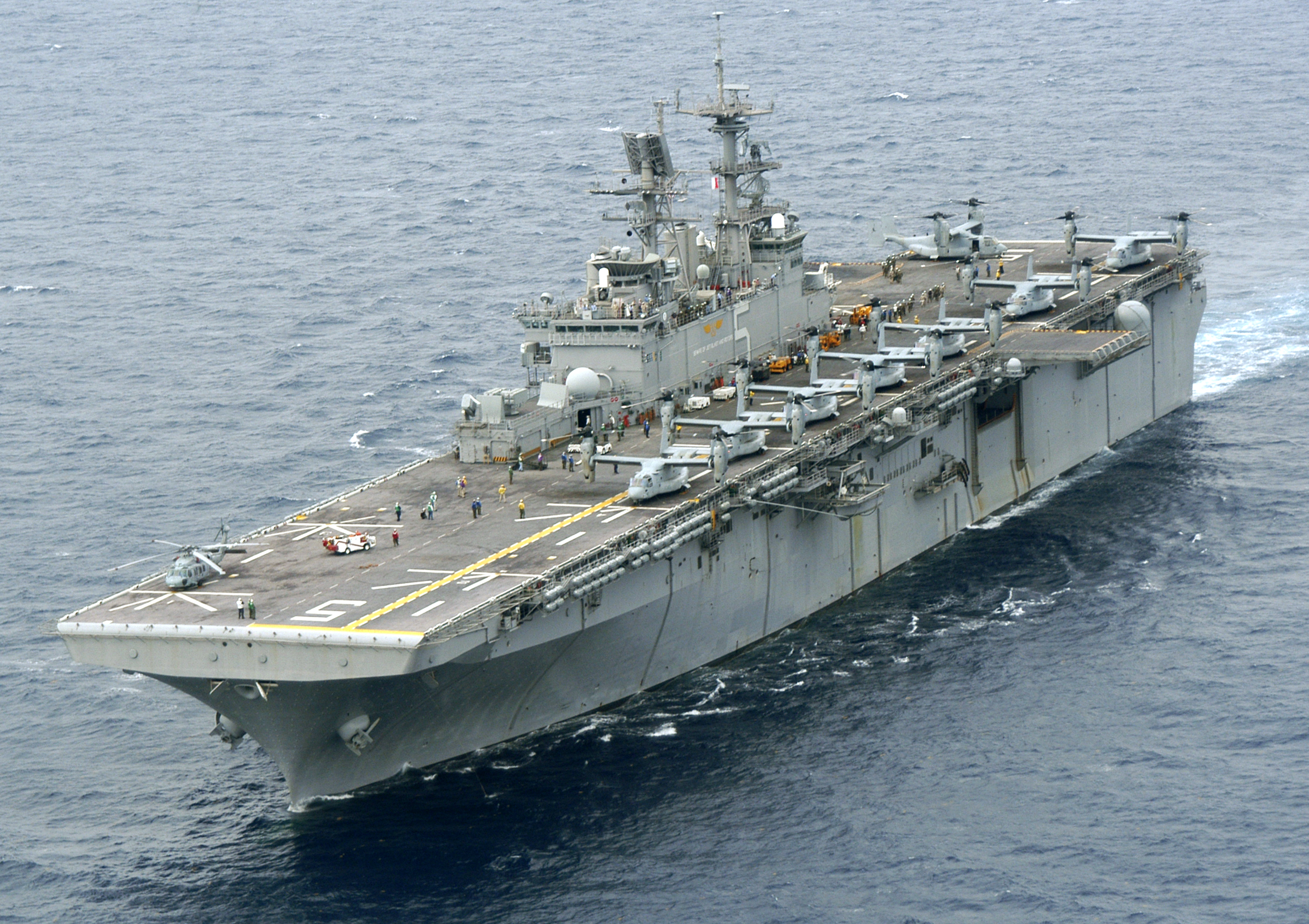
黄蜂级两栖攻击舰
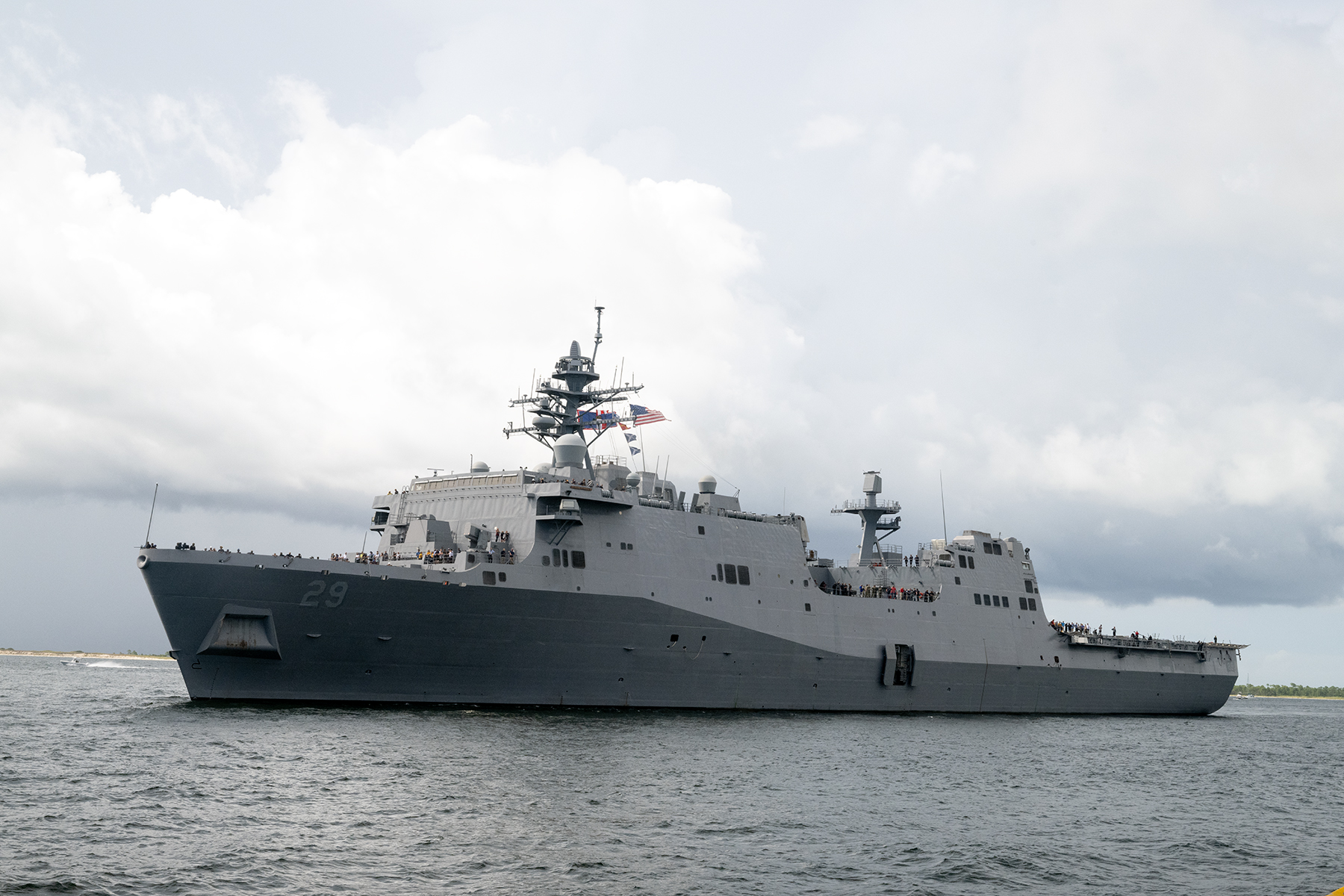
聖安東尼奧級兩棲船塢登陸艦
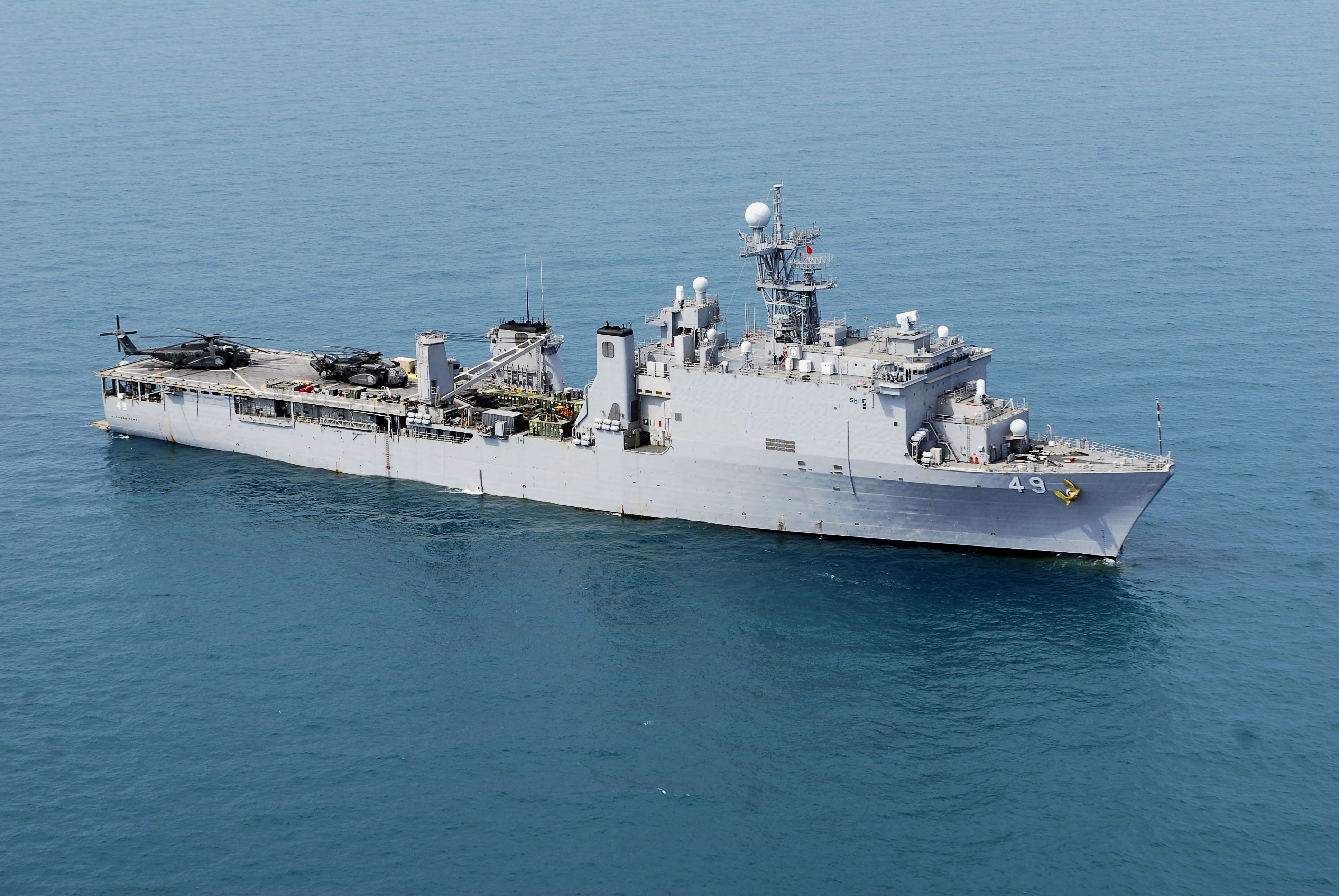
哈珀斯·费里级

- （LHA、LHD）
  - 美利堅級（2艘现役，1艘建造中，8艘計劃中）
  - （7艘现役，1艘因火災事故提前退役）
- 船塢登陸艦（LPD、LSD）
  - 聖安東尼奧級（13艘现役，2艘建造中，11艘計劃中）
  - 哈珀斯·费里级（4艘现役）
  - 惠德贝岛级（6艘现役，2艘退役）

### 核潜艇

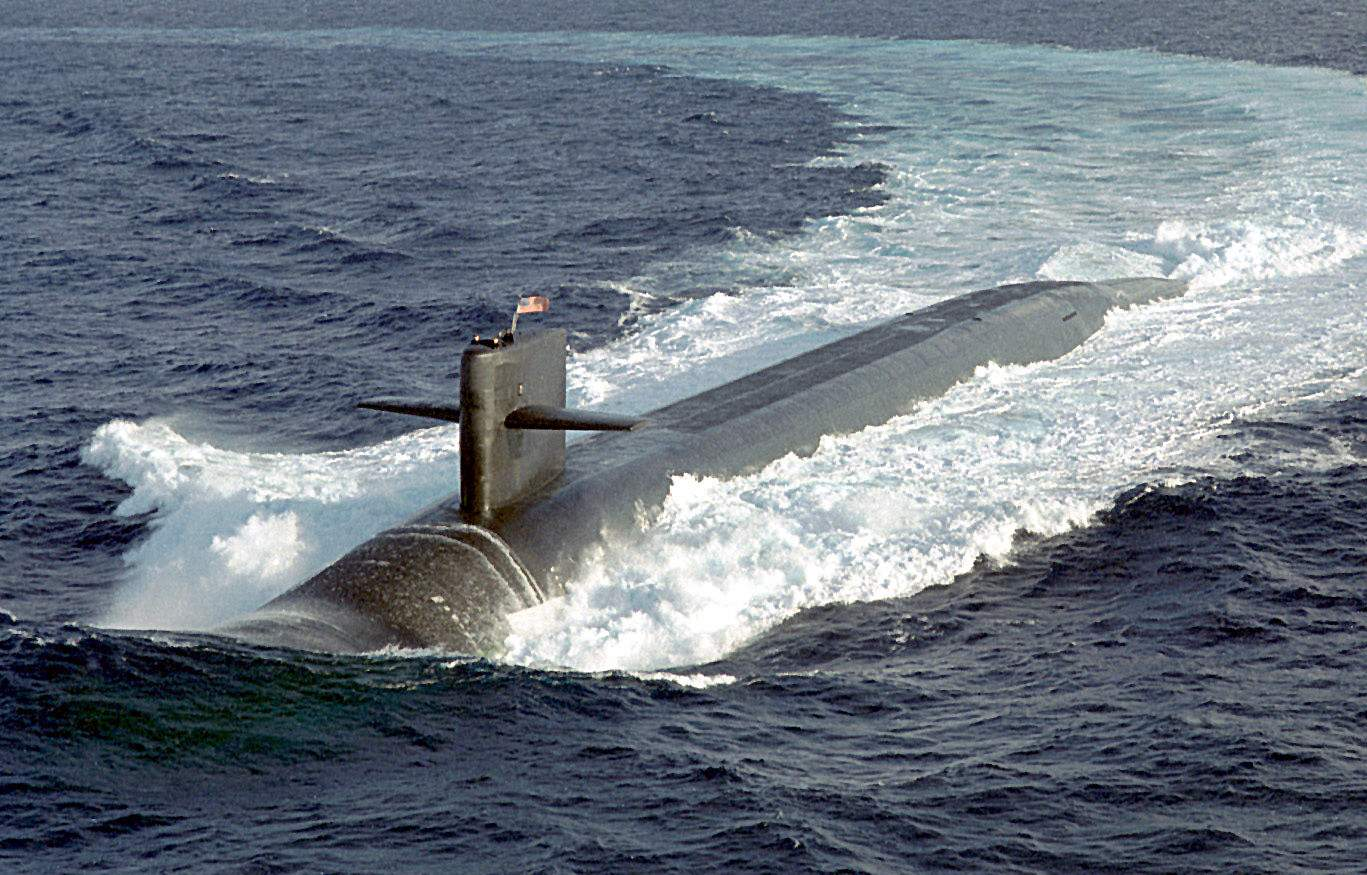
俄亥俄級彈道導彈核潛艇
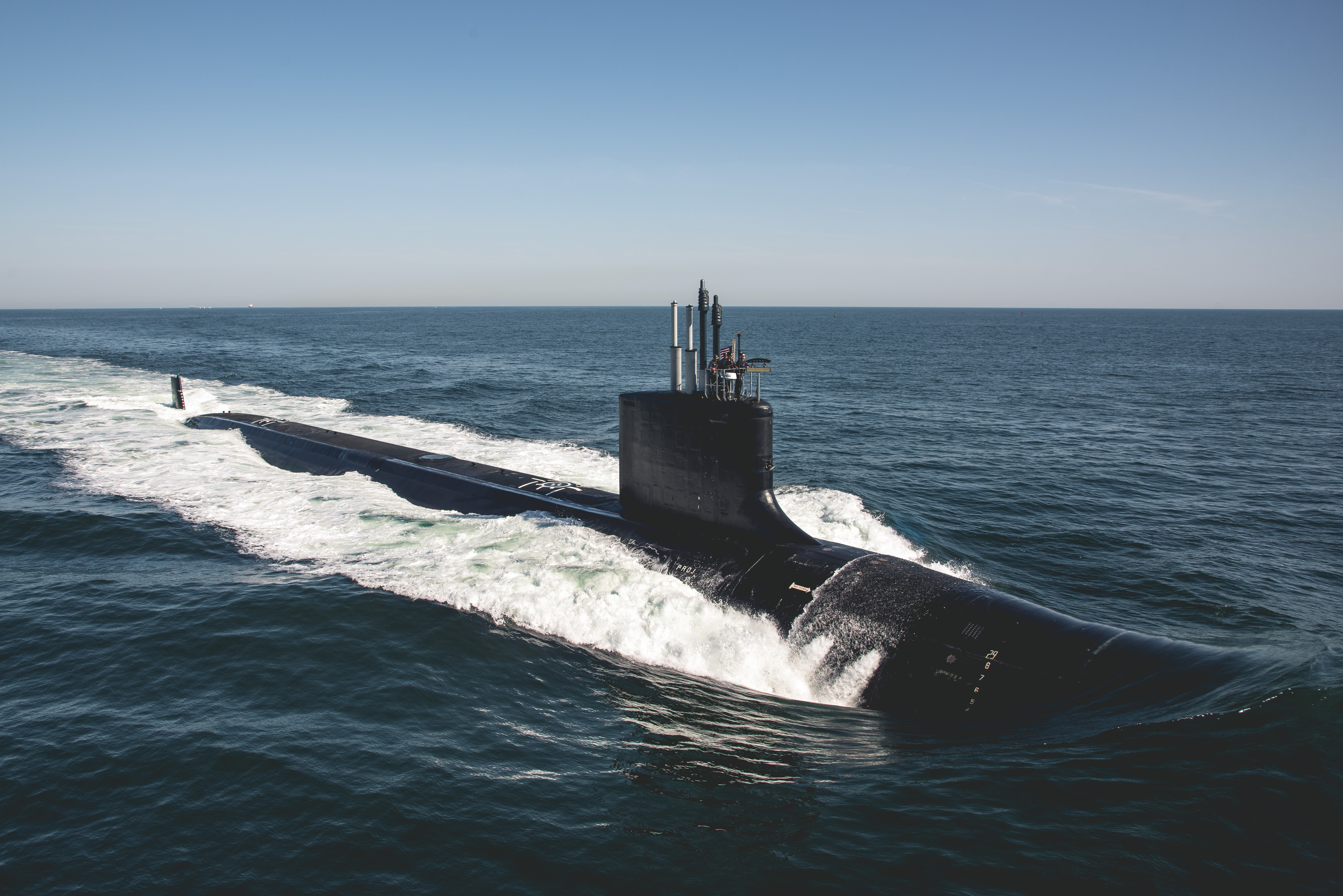
弗吉尼亞級攻擊核潛艇
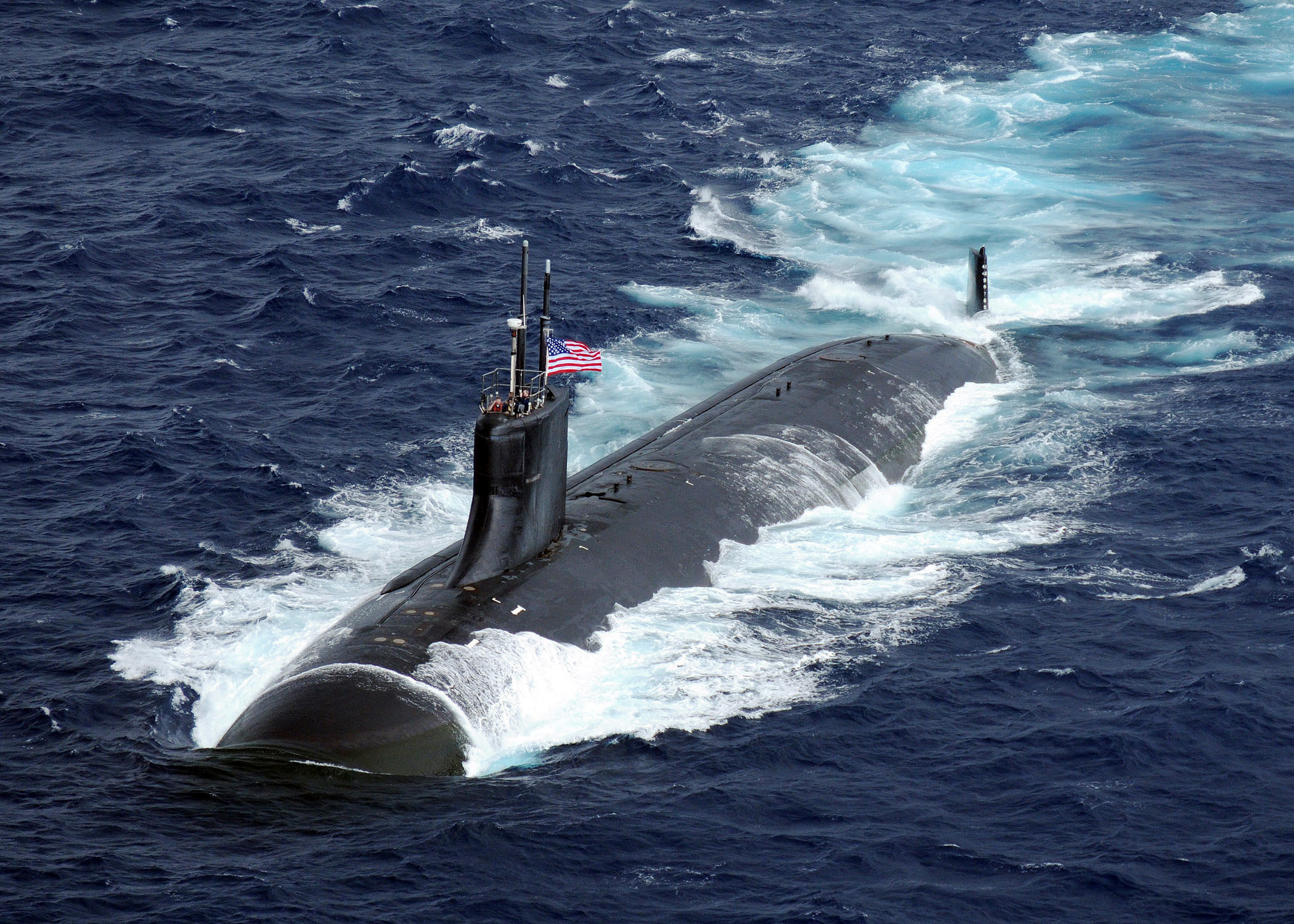
海狼级核潜艇
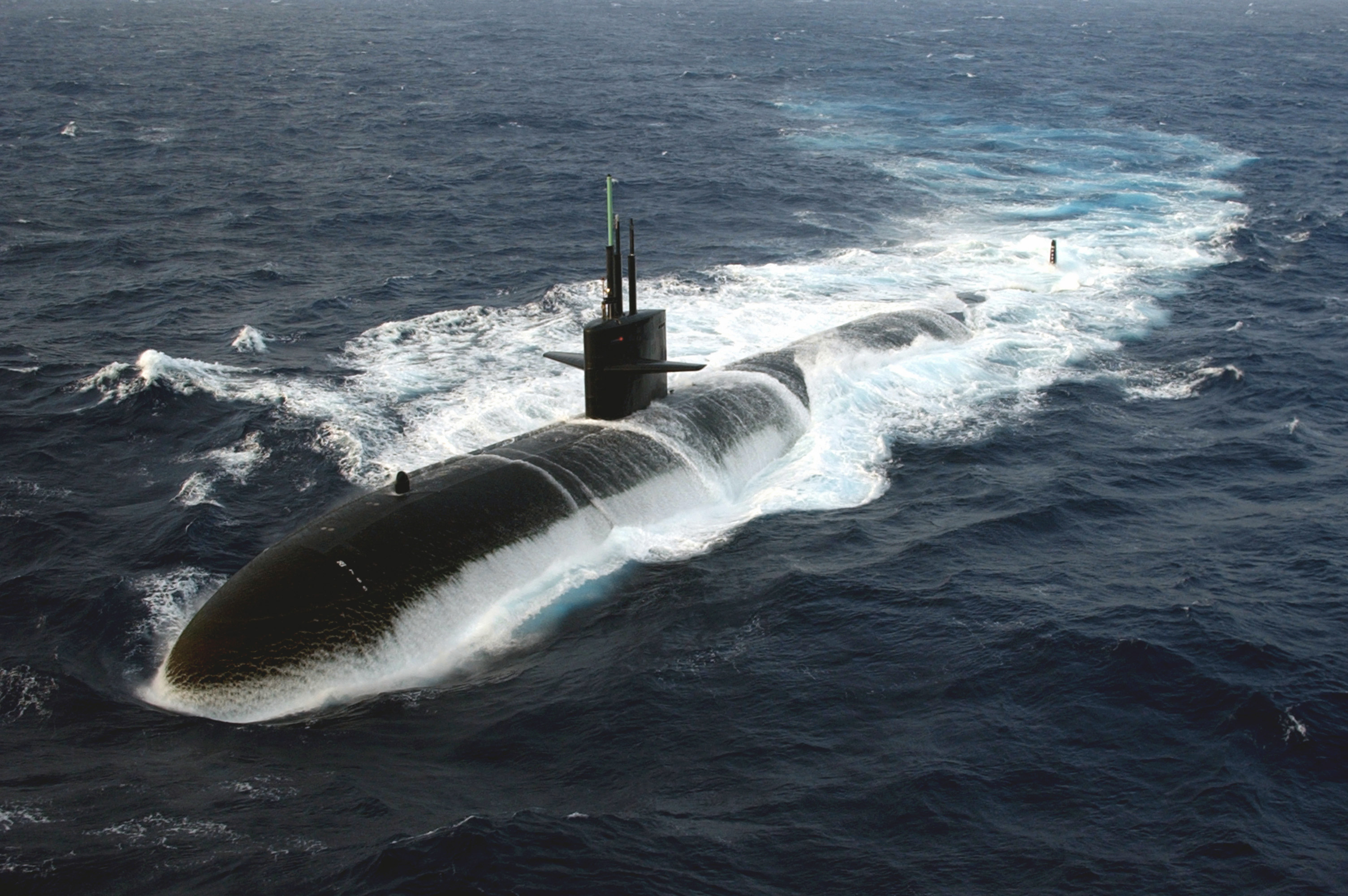
洛杉矶级攻击型核潜艇

- （SSBN）
  - 哥倫比亞級（1艘建造，11艘計劃中）
  - 俄亥俄级（14艘现役）
- （SSGN）
  - 俄亥俄级改装型（4艘现役）
- （SSN）
  - SSN(X)（英语：SSN(X)-class submarine）（計劃中）
  - 弗吉尼亚级（23艘现役，3艘下水，8艘建造中，32艘計劃中）
  - 海狼级（3艘现役）
  - 洛杉矶级（24艘现役，38艘退役）

### 輔助艦艇

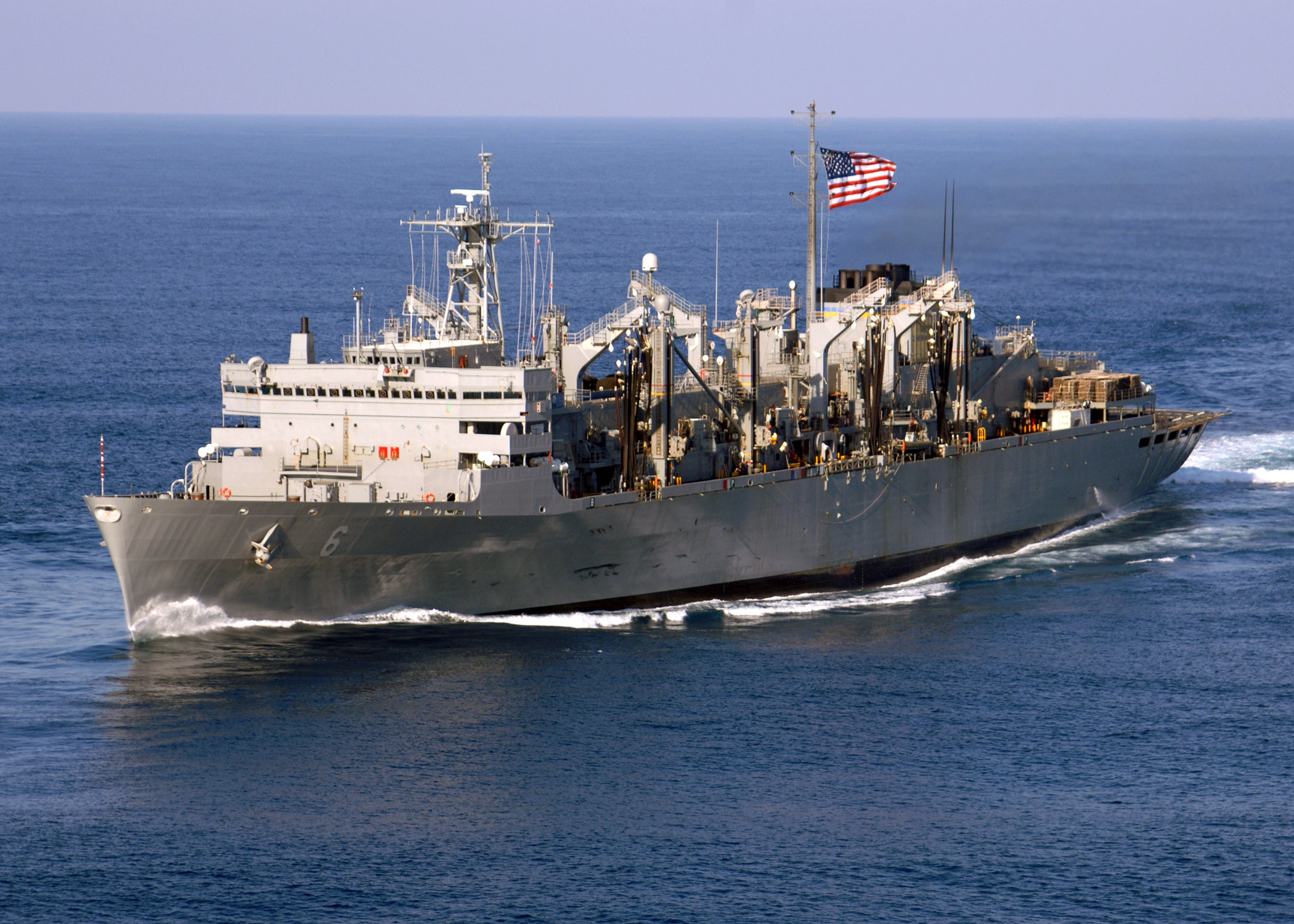
供应级快速战斗支援舰
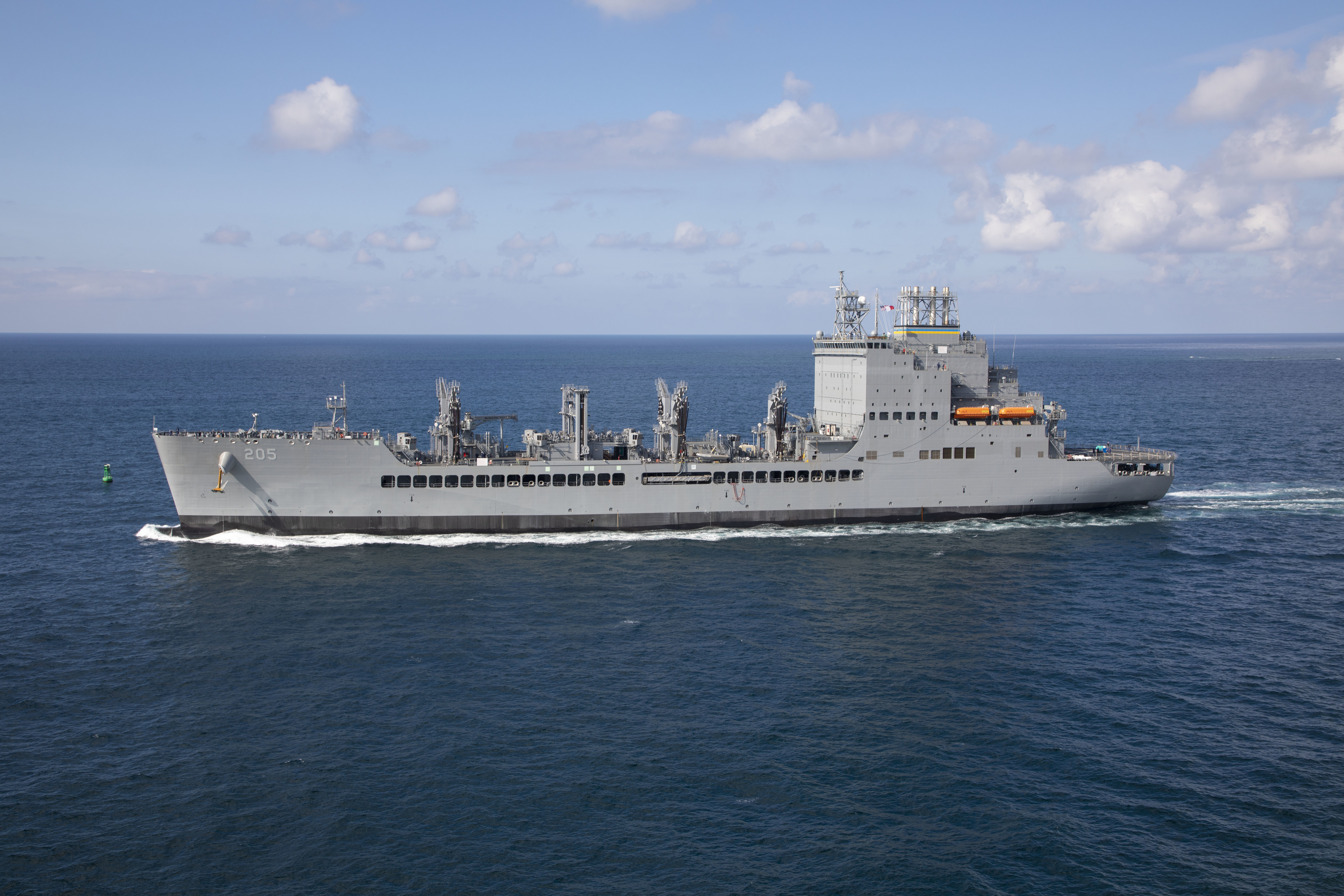
約翰·劉易斯級油料補給艦
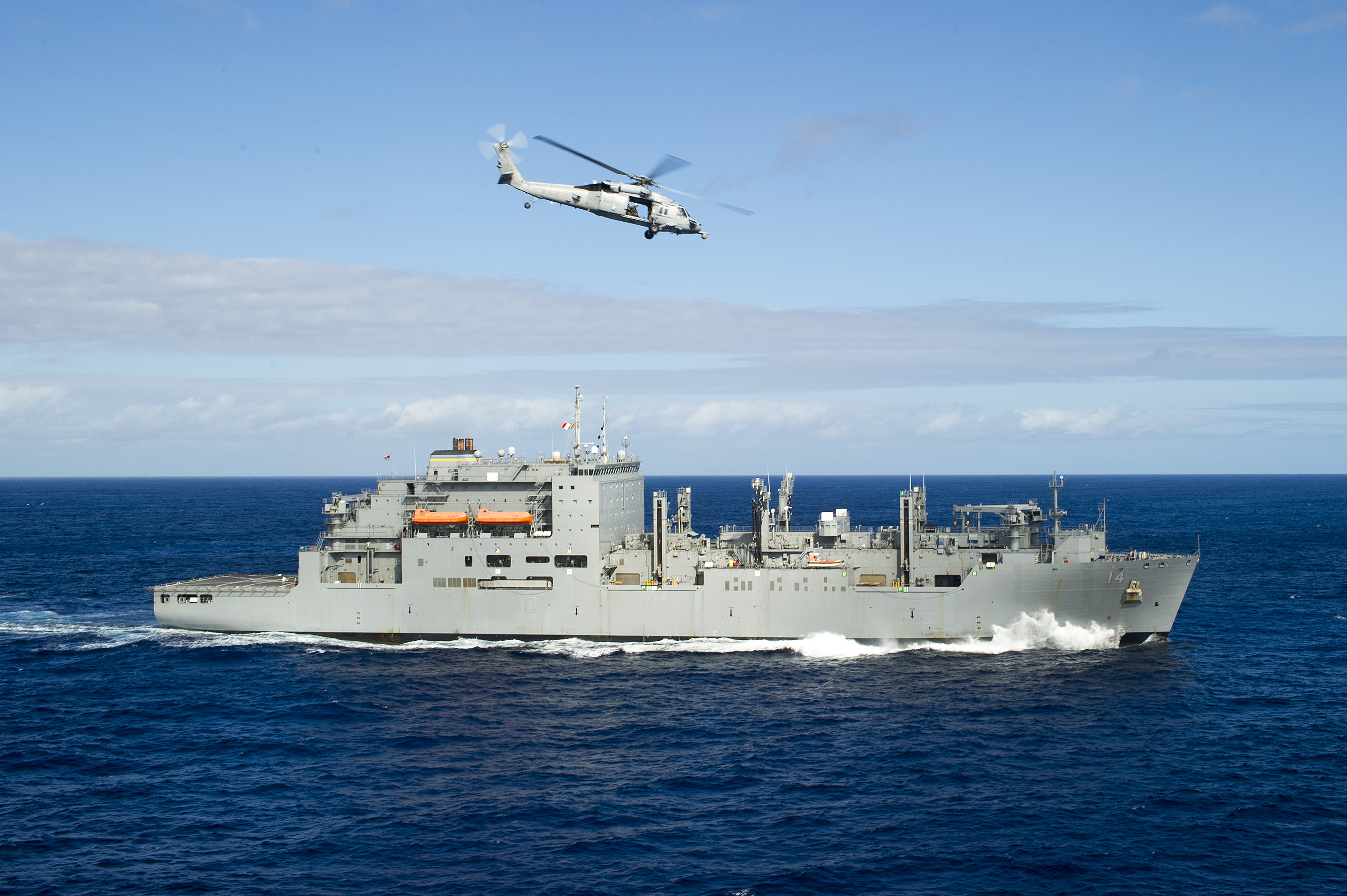
劉易斯與克拉克級物資補給艦
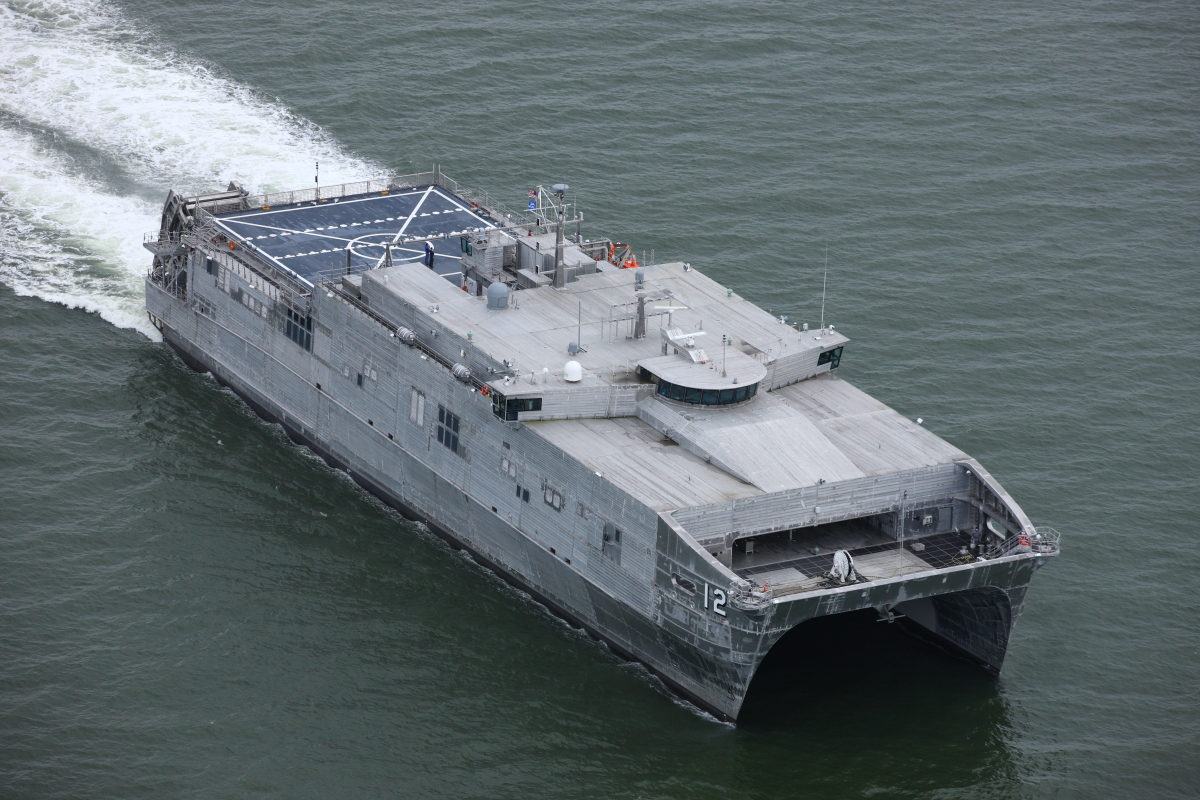
先鋒級遠征快速运输船

- 掃雷艦（MCM）
  - 復仇者級（8艘現役，6艘退役）
- 支援艦（AOE）
  - 供应级（2艘現役，2艘退役）
- 補給艦（AO）
  - 約翰·劉易斯級（2艘現役，1艘下水，2艘建造）
  - 亨利·J·凱澤級（14艘現役，2艘退役）
  - 刘易斯与克拉克级（14艘現役）
  - 埃默里·S·蘭德級（2艘现役，1艘退役）
- 运输船（EPF）
  - 先锋级（13艘现役,2艘建造中,1艘计划中）
  - 關島級（1艘現役）
- 監視船（AGOS）
  - 無瑕級（1艘現役）
  - 勝利級（1艘現役）
- 指揮艦（LCC）
  - 藍嶺級（2艘現役）
- 基地平台船（ESD）
  - 蒙特福特角级基地平台船（2艘現役）
  - 刘易斯普勒级基地平台船（4艘現役）
- 救援船（ATS、ARS）
  - 納瓦霍級（5艘建造中，5艘计划中）
  - 保障級（2艘現役，2艘退役）
- 醫院船（AH）
  - 仁慈級（2艘現役）

### 無人艦艇
- 無人水面載具
  - LUSV
    - 遊騎兵號
    - 牧羊人號
    - 水手號

  - ACTUV
    - 海獵人號
    - 海鷹號

  - MUSV
    - Saildrone Explorer
    - Mantas T12
    - L3 Harris MAST-13
    - Triton
    - Seasats X3
- 自主水下載具
  - 殺人鯨超大型水下自航載具（50艘計劃中）
  - 蛇頭大型水下自航載具

### 戰力結構目標
2016年12月，海軍提出新的戰力結構目標（force-structure goal），建議建造和維持355艘艦艇。2017年12月，國會通過《2018年國防受權法案》，355艦艇計劃成為了國策。自2000年以來，海軍艦隊長期維持270至300艘，這意味着艦艇數目會增加近兩成。截至2023年11月，海軍共有291艘艦艇。在提交給國會的報告中，海軍表示每艘艦艇的平均服役時間為35年，假設所有艦艇均服役到預期壽命，必須持續每年新建11艘艦艇，才可讓艦隊規模在2060年代增長到目標值。此外，美國法典第10編8062(b)條要求海軍維持最少11艘航空母艦及31艘两栖战舰。在两栖战舰中，最少10艘是設有全通式飛行甲板的大型兩棲突擊艦，艦種分類屬於LHA或LHD類別，其餘為LPD或LSD類別。
| 類別             | 數量 | 備註 |
| ---------------- | ---- | --- |
| 弹道导弹潜艇     | 12   | |
| 攻擊型潛艇       | 66   | |
| 航空母艦         | 12   | |
| 大型水面戰鬥艦艇 | 104  | 巡洋艦及驅逐艦 |
| 小型水面戰鬥艦艇 | 52   | 24艘巡防艦 28艘濒海战斗舰 |
| 两栖战舰         | 38   | 12艘LHA/LHD大型兩棲突擊艦 26艘LPD/LSD船坞登陆舰                                                                                             |
| 戰鬥後勤艦       | 34   | 海上補給艦 20艘TAO艦隊油船及TAOE快速戰鬥支援艦 14艘TAKE物資補給艦                                                                           |
| 指揮及支援艦     | 37   | 2艘LCC兩棲指揮艦 2艘AS潜艇母舰 2艘ESD遠征移動基地 10艘EPF遠征快速運輸船 6艘ESB遠征登陸平台 8艘ARS救援打撈船及ATF遠洋拖船 7艘TAGOS海洋研究船 |
| 總計             | 355  | |

2023年6月，海軍向國會提出新的戰力結構目標，建議擴大艦隊規模至381艘載人艦艇和134艘大型無人艦，其中包括78艘無人水面載具（USV）和58艘無人水下載具（UUV）。雖然海軍以往也在操作無人艦，但沒有把無人艦計算在戰力結構目標。
海軍稱發展無人艦的主要目的是避免「把太多雞蛋放在同一個籃子裡」（"putting too many eggs into one basket"），減少依賴昂貴和大型的傳統載人艦艇，把整體戰鬥力分散到更多的無人艦和小型戴人艦艇。依照美軍採用的分類，大型無人水面艦艇的排水量介乎1000至2000噸，可配備最多32管垂直發射系統。有需要時，大型無人艦會改由人手操作，所以LUSV實際上是配置小量船員的小型軍艦。中型無人水面艦艇的排水量少於500噸，具有低成本及高續航力的優點，用於執行例行巡邏任務。特大型水下無人載具（XLUUV）指因體積過大而不能搭載在傳統載人潛艇的自主水下載具，而美軍核潛艇的垂直發射系統可安裝直徑達83英寸（2.1米）的導彈或其他負荷。
| 類別             | 數量 | 備註 |
| ---------------- | ---- | --- |
| 弹道导弹潜艇     | 12   | |
| 攻擊型潛艇       | 66   | |
| 航空母艦         | 12   | |
| 大型水面戰鬥艦艇 | 87   | 巡洋艦及驅逐艦 |
| 小型水面戰鬥艦艇 | 73   | 58艘巡防艦 15艘濒海战斗舰                                                                                                |
| 大型两栖战舰     | 31   | 10艘LHA/LHD兩棲突擊艦 21艘LPD/LSD船坞登陆舰                                                                              |
| 小型两栖战舰     | 18   | 中型登陸艦 |
| 戰鬥後勤艦       | 46   | 海上補給艦 20艘TAO艦隊油船及TAOE快速戰鬥支援艦 13艘TAKE物資補給艦 13艘TAOL輕型油船                                       |
| 指揮及支援艦     | 36   | 2艘LCC兩棲指揮艦 2艘AS潜艇母舰 8艘EPF遠征快速運輸船 6艘ESB遠征登陸平台 8艘ARS救援打撈船及ATF遠洋拖船 10艘TAGOS海洋研究船 |
| 總計             | 381  | |

### 历史上的著名舰只
憲法號（USS Constitution，IX 21）帆船護衛艦
- 是一艘美國海軍的帆船型護衛艦，有火砲44座，為一艘3船桅的木皮帆船。是少數由18世紀服役至今的帆船護衛艦。

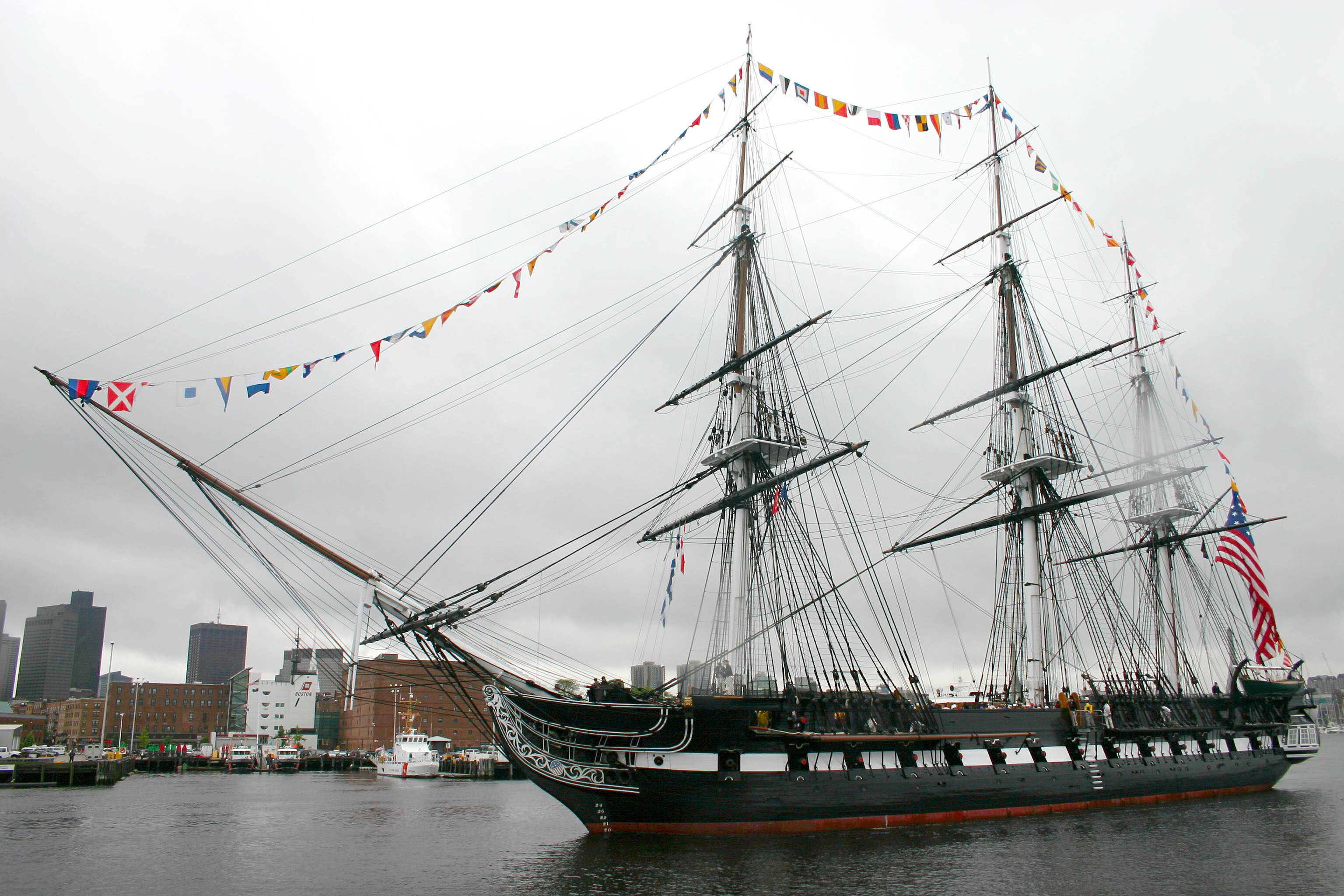
憲法號帆船護衛艦

企業號（USS Enterprise, CV-6）航空母艦
- 約克鎮級航空母艦二號艦，曾參與第二次世界大戰中的中途島海戰、東所羅門海戰、聖克魯斯群島戰役、瓜達爾卡納爾島戰役、菲律賓海海戰、雷伊泰灣海戰等著名的大海戰，並擊沉敵航空母艦三艘以上，太平洋戰爭中共擊沉敵艦71艘、擊傷敵艦192艘和擊落敵機911架，戰績為世界軍艦歷史排名第一，被視為史上最偉大軍艦之一。二戰後於1958年7月1日退役並拆解。

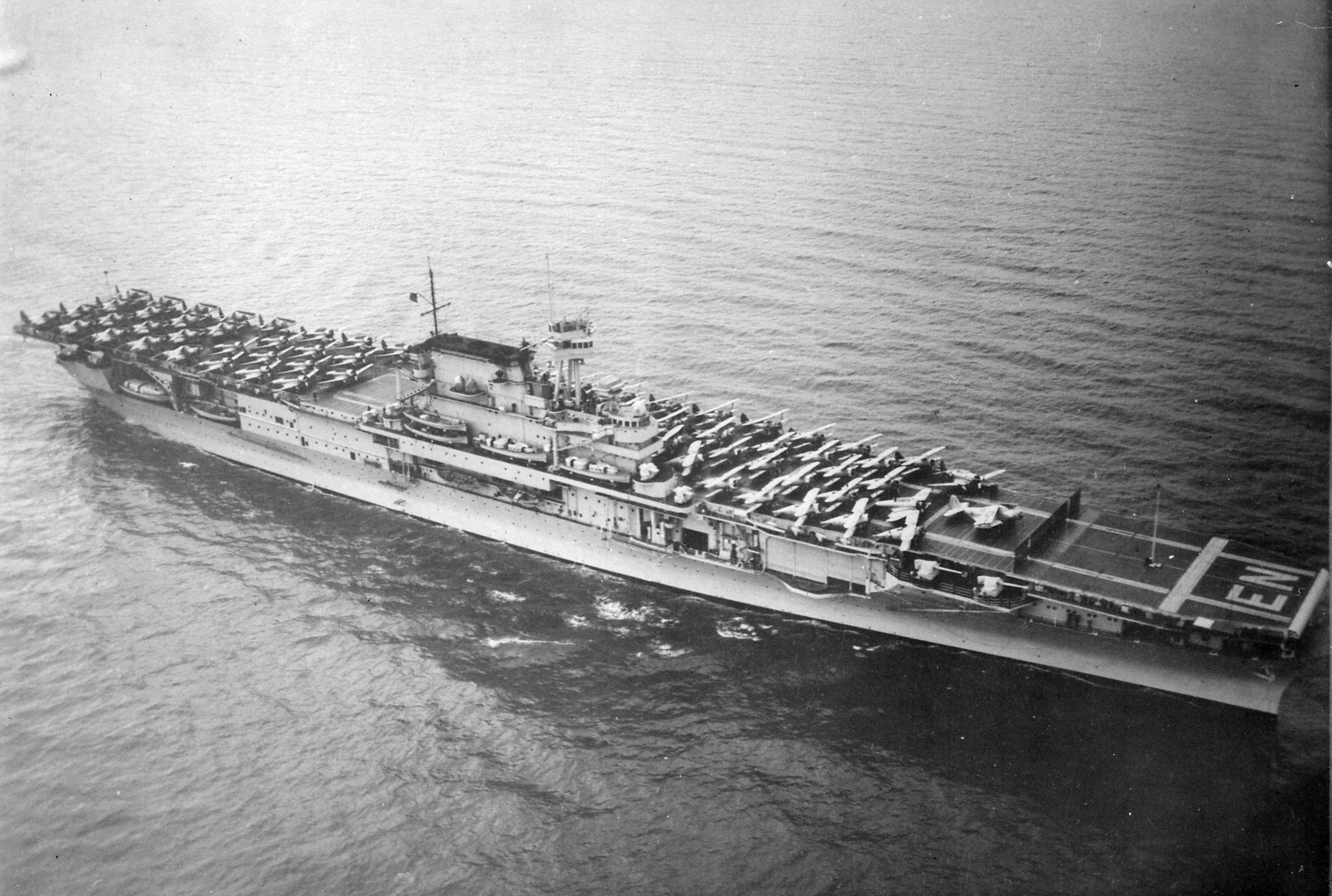
1939年的企業號

射水魚號（USS Archerfish，SS/AGSS-311）潛艇
- 巴勞鱵級潛艇是美國建造數量最多潛艇，二戰期間幫助美國海軍幾乎摧毀了日本商船隊和打擊日本帝國海軍，最有名的單一戰績是在1944年11月29日，射水魚號潛艇擊沉了首航的信濃號航空母艦，信濃號是二戰時期最大的航母，這是史上由潛艇所擊沉的最大軍艦記錄。1968年10月19日在加州外海被當作靶船擊沉。

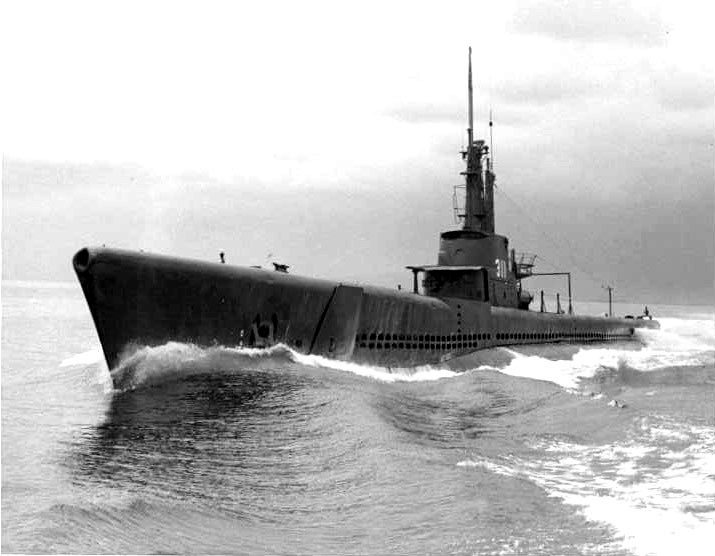
射水魚號潛艇

密蘇里號（USS Missouri, BB-63）戰鬥艦
- 愛荷華級戰列艦三號艦，曾參與二戰、韓戰、波斯灣戰爭等戰爭，1944年6月11日服役而成為美國海軍歷史最後完工的战列舰，二戰末期日本在東京灣於該艦上簽署文件向盟軍無條件投降，1955年首度除役封存；1986年完成現代化改裝工程並第二度服役，1992年3月31日永久除役，亦為史上最後除役的戰列艦。現作為紀念艦而永久停泊於珍珠港。

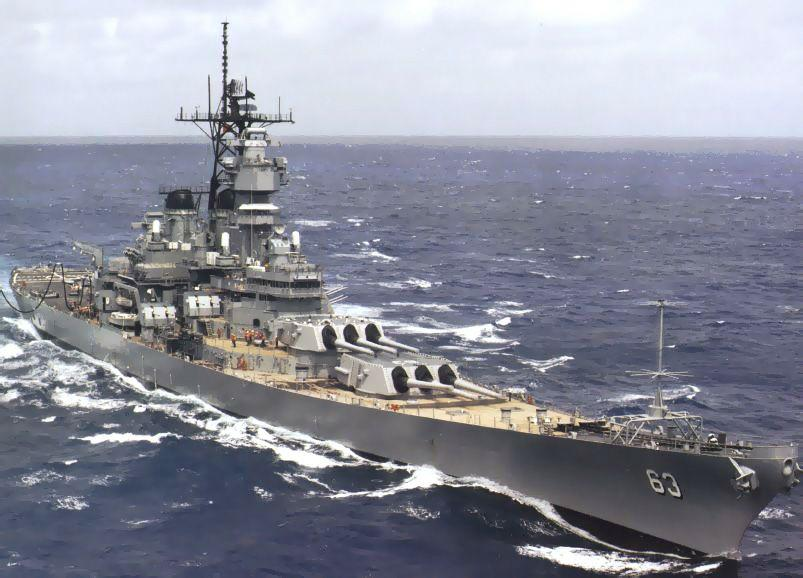
1980年的密蘇里號（USS Missouri, BB-63）戰鬥艦

鸚鵡螺號（USS Nautilus,SSN571）核動力潛艇
- 世界首艘核動力潛艇鸚鵡螺號，1954年9月30日服役，1958年8月3日成功穿越北冰洋而成為史上首艘抵達北極點之潛艇，1962年古巴飛彈危機曾參與美國海軍對古巴的封鎖，最後於1980年3月3日除役。現作為紀念艦而永久停泊於康乃狄克州格羅頓。

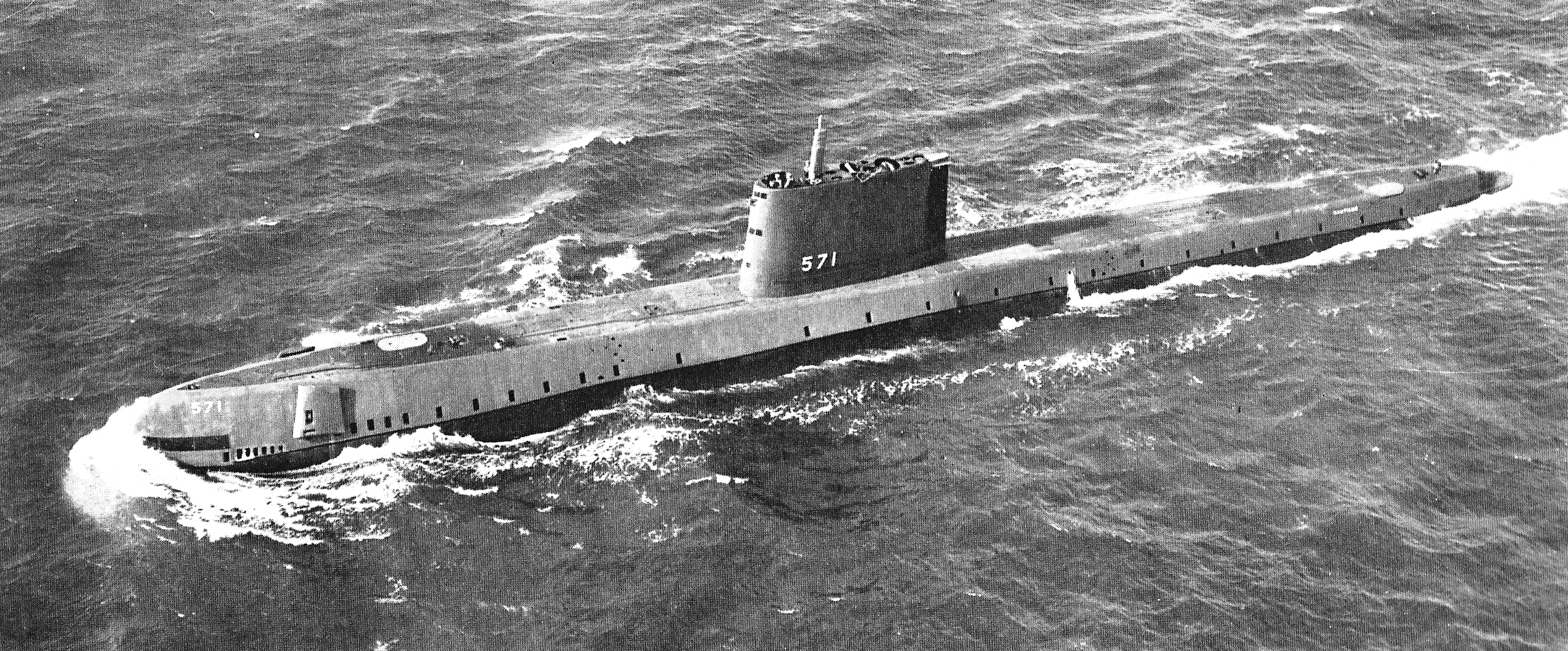
鸚鵡螺號核動力潛艇

## 航空
| - F/A-18E/F戰鬥機 - F-35C戰鬥機 - F-45戰鬥機 - E-2C/D空中預警機 - E-6B通信中繼機 - EA-18G電戰機 - MQ-4C偵察機 - MQ-25無人機 | - P-3C海上巡邏機 - P-8A海上巡邏機 - C-2運輸機 - C-12運輸機 - C-20G - C-26D - C-38 - C-40運輸機 - C-130運輸機 - CMV-22B傾转旋翼機 - MH-53E直升機 - MH-60R/S直升機 | - F-5戰鬥機 - F-16N戰鬥機 - T-6教練機 - T-34教練機 - T-38教練機 - T-44教練機 - T-45教練機 - T-55教練機 - T-57教練機 - TH-73 - U-1A教練機 - U-6 - UH-60教練機 - UH-72教練機 |

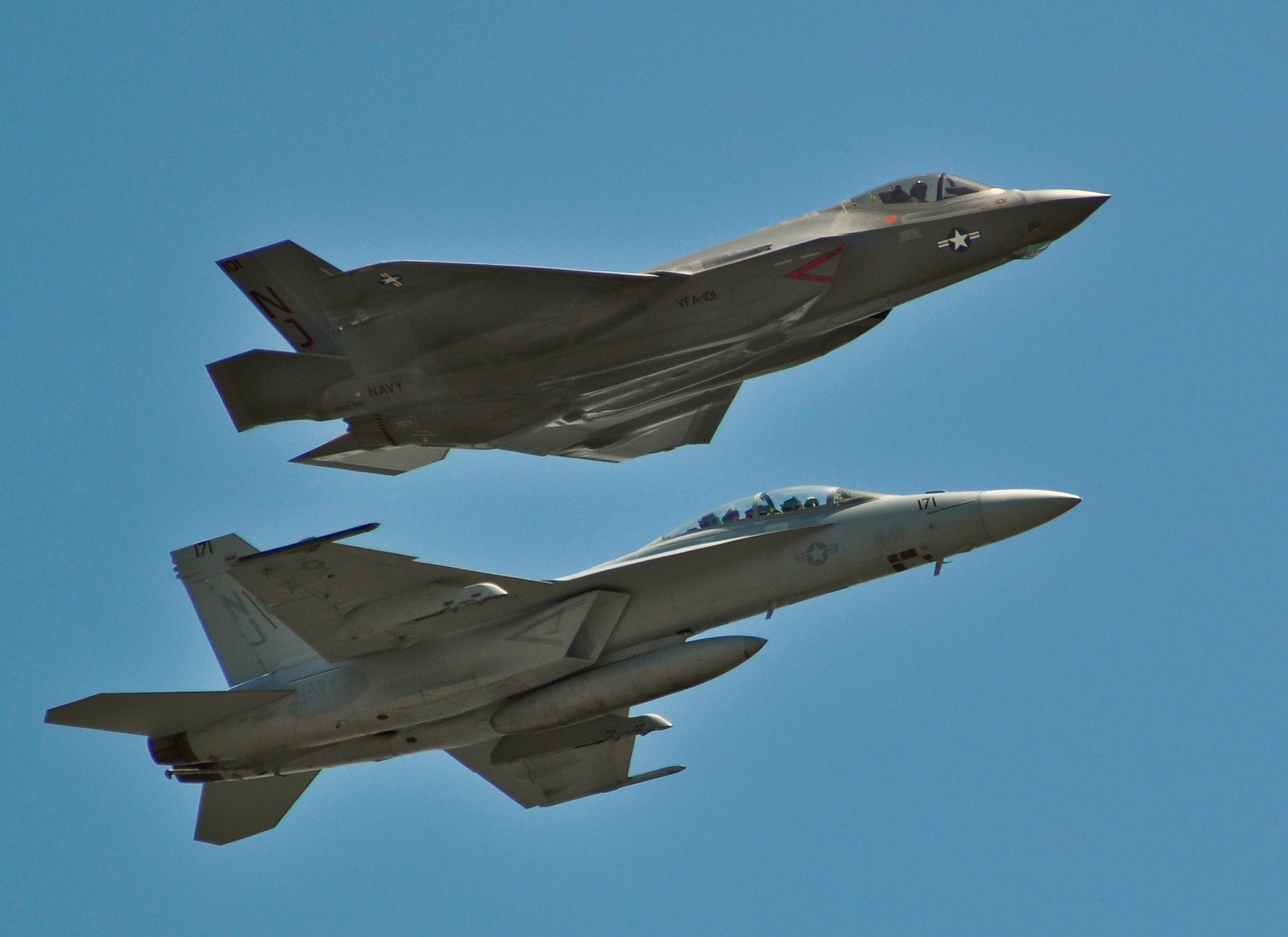
F-35C閃電II戰鬥機與F/A-18E/F超級大黃蜂式打擊戰鬥機
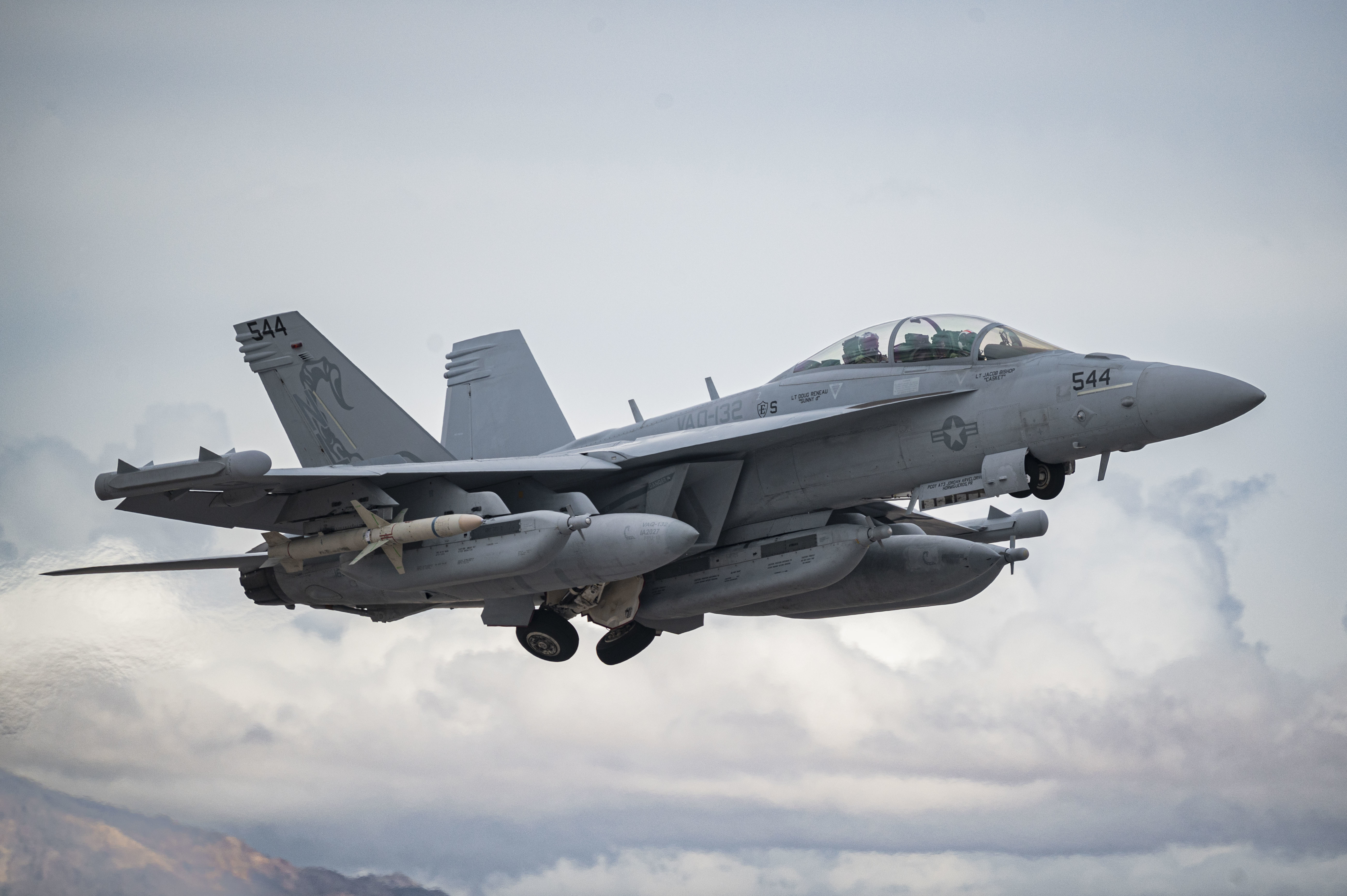
EA-18G咆哮者電子作戰機
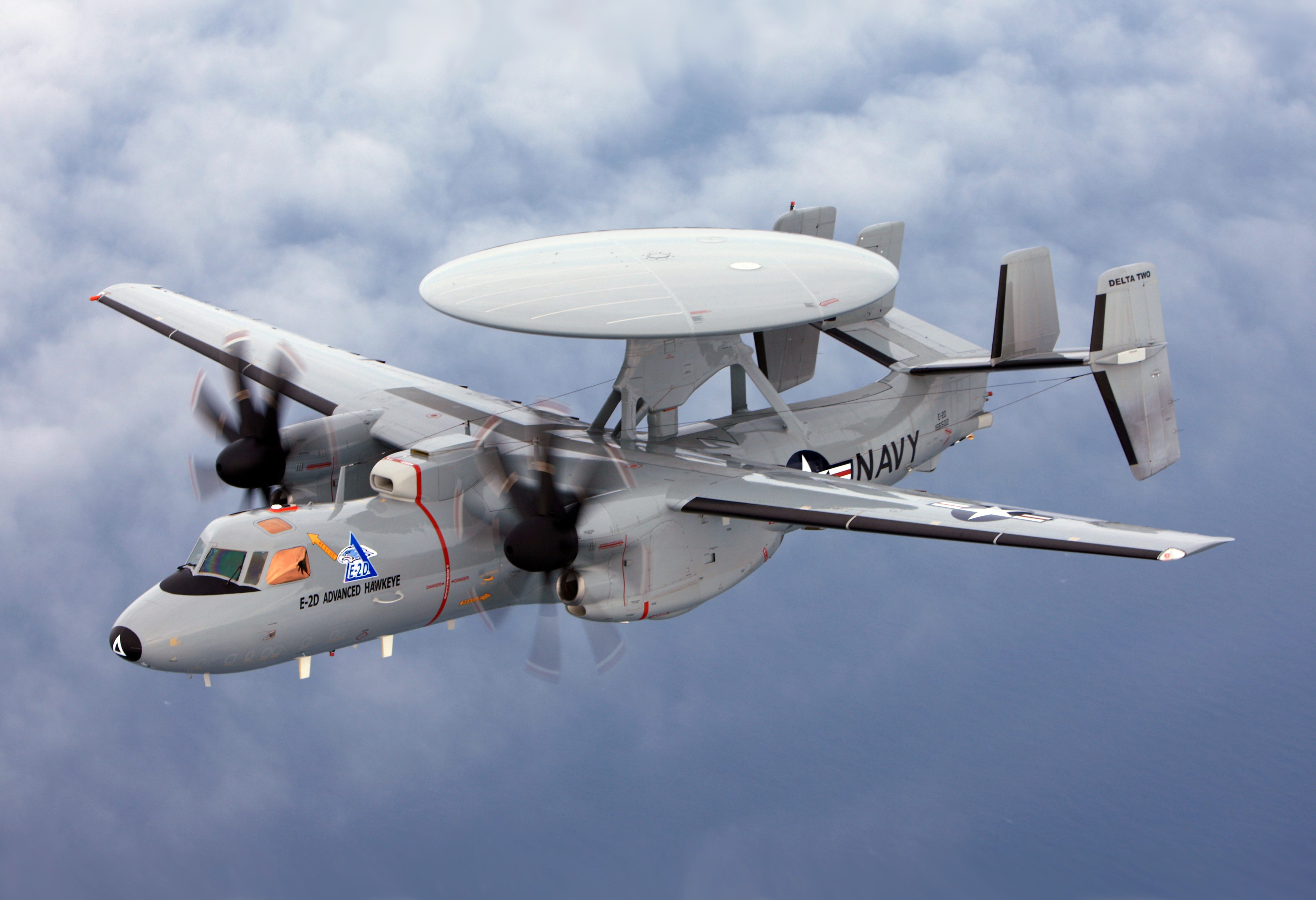
E-2D先進鷹眼空中預警機
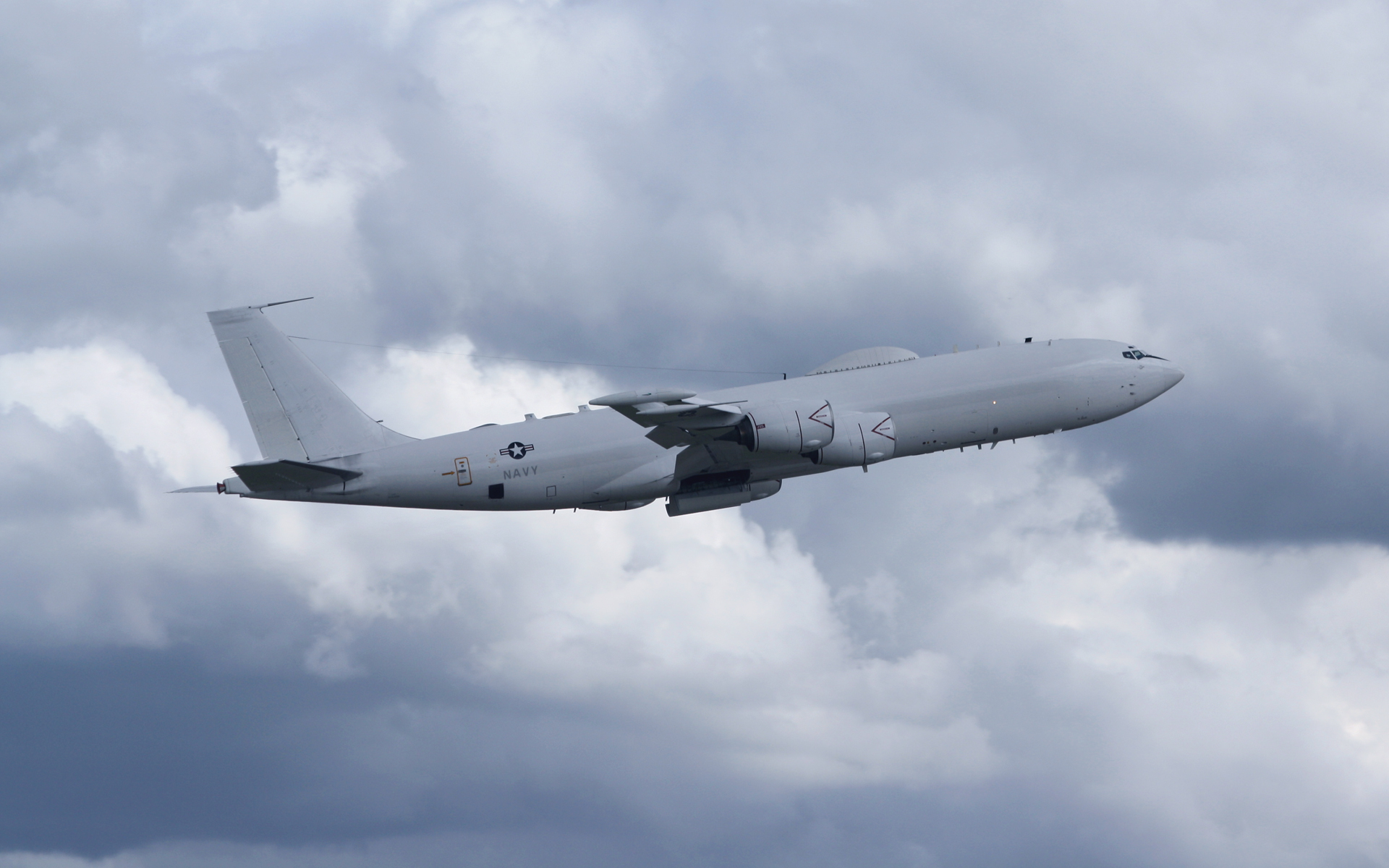
E-6B水星通信中繼機
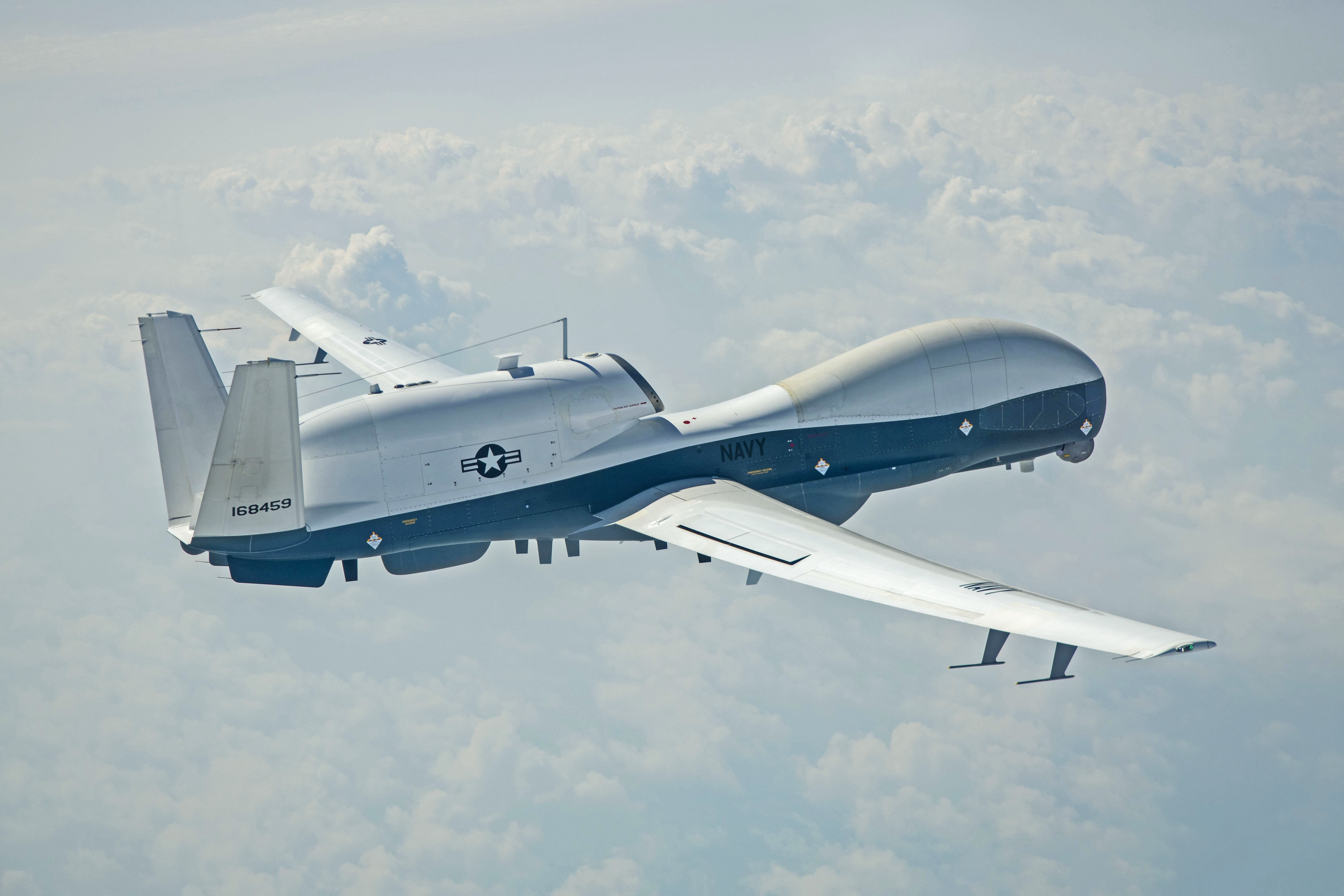
MQ-4C海神偵察機
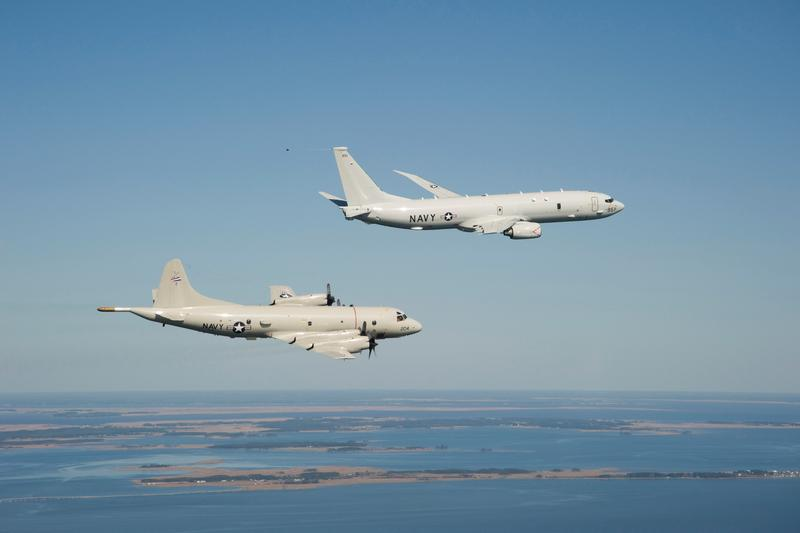
P-3獵戶座海上巡邏機與P-8波賽頓海上巡邏機
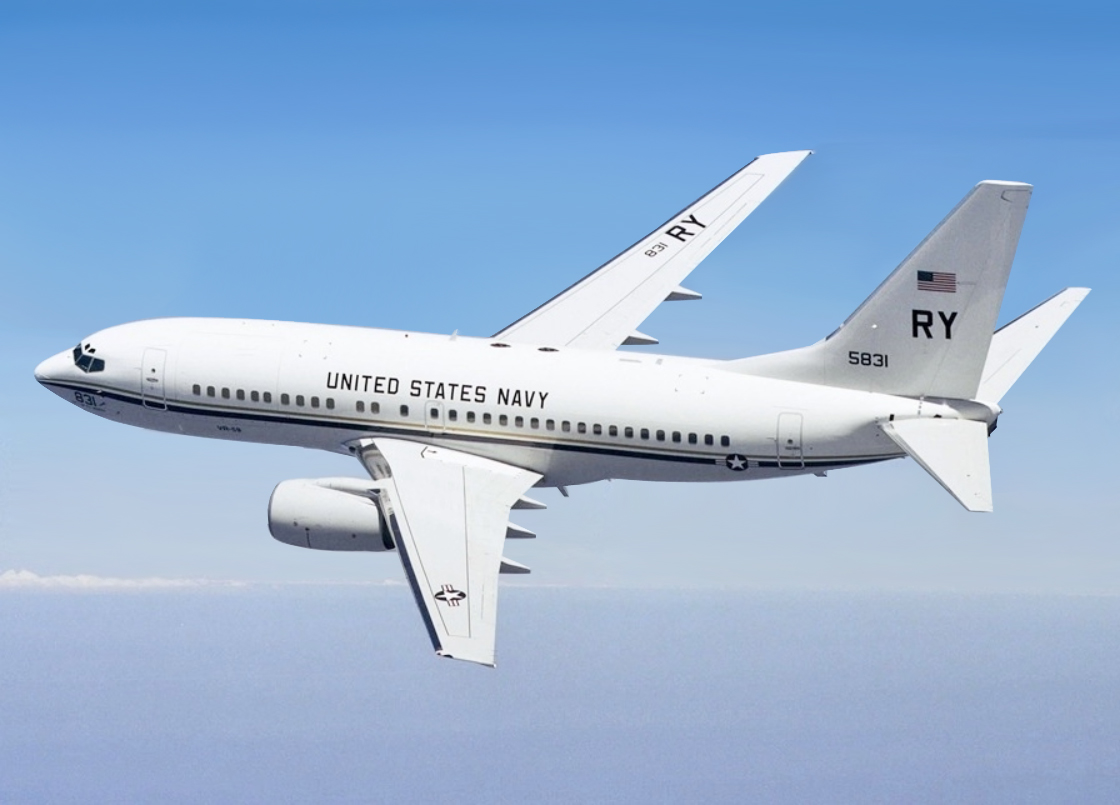
波音C-40「飛剪船」運輸機
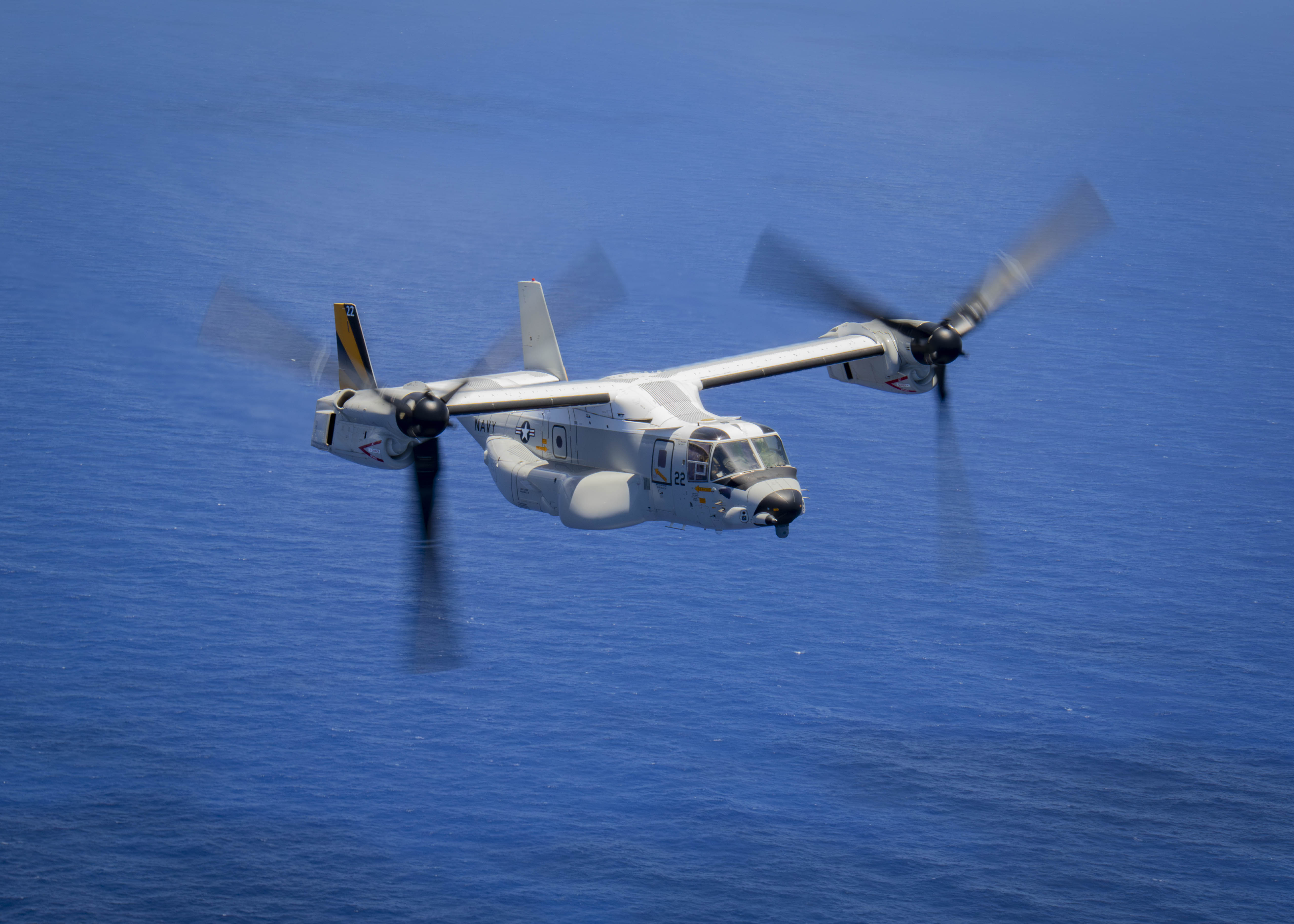
CMV-22B魚鷹式傾转旋翼機
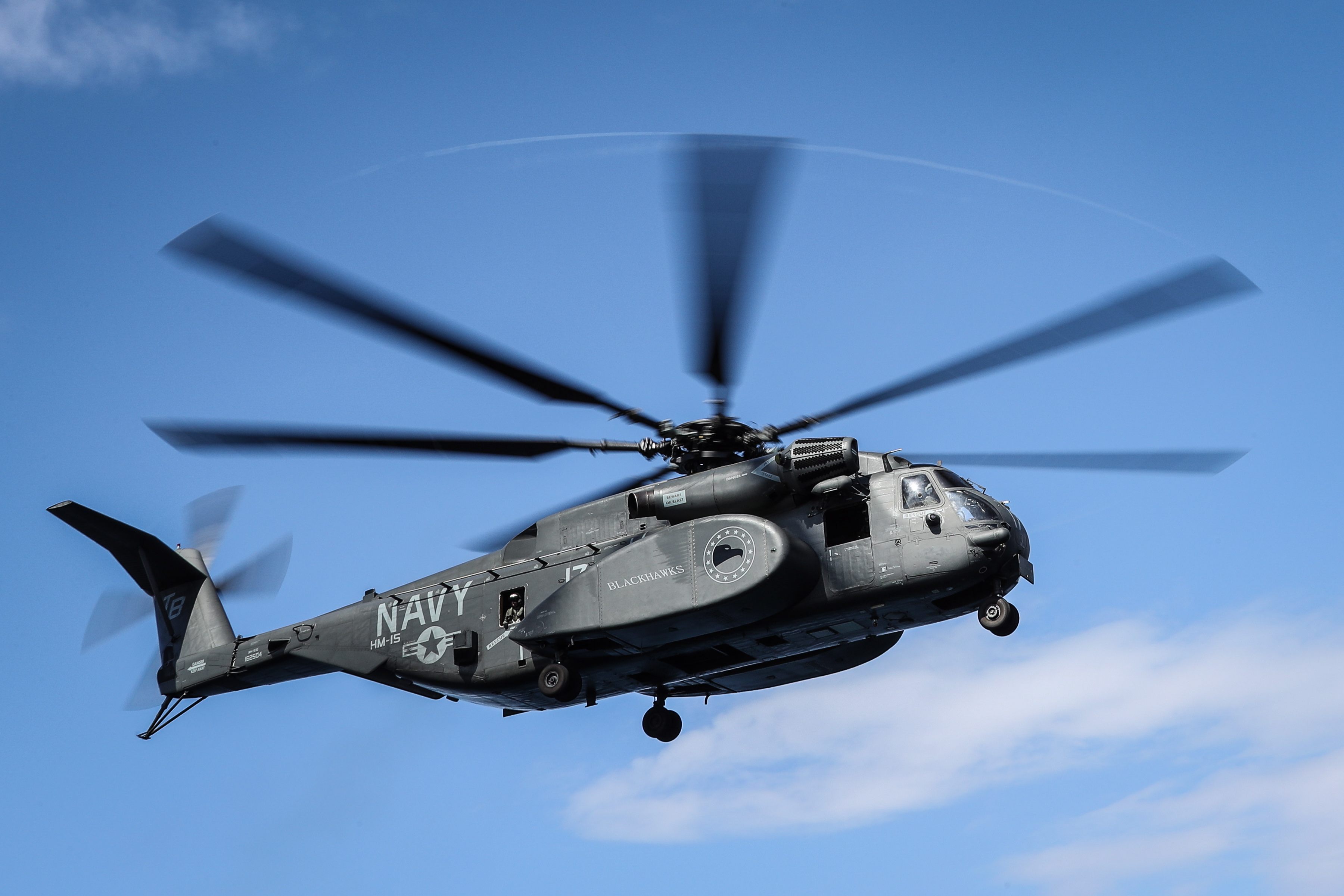
MH-53E海龍直升機
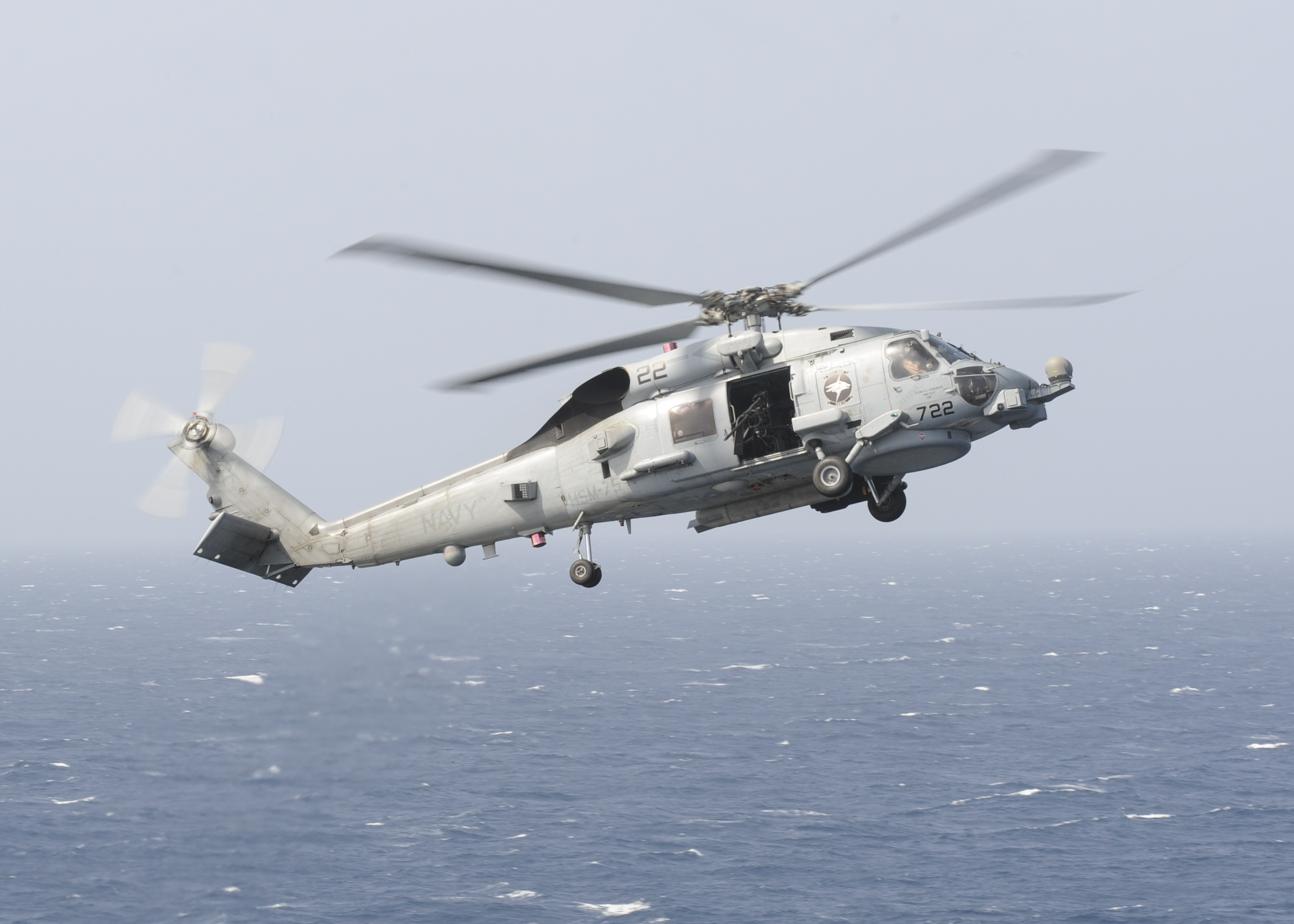
MH-60R海鷹直升機
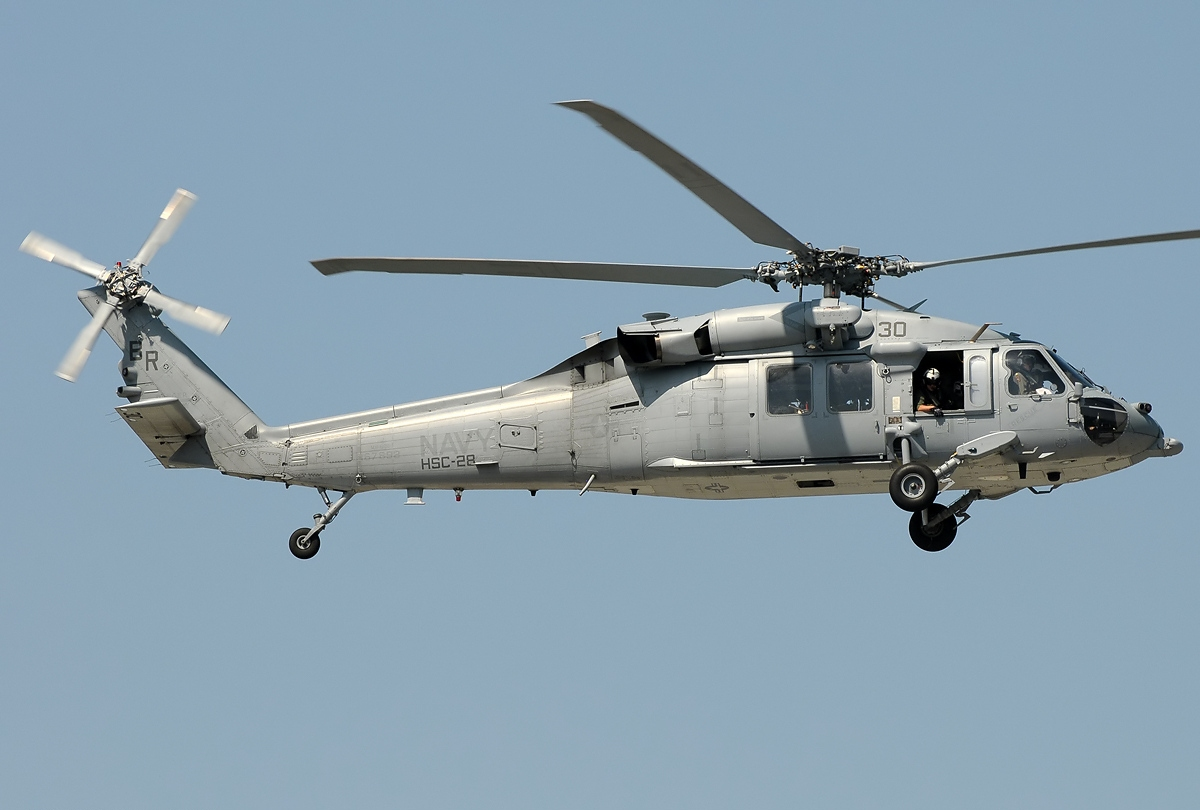
MH-60S騎士鷹直升機

## 個人武器
| 型號                 | 圖片 | 原產地         | 類別             | 口徑                                | 細節                                                     |      |
| 手槍                 | 手槍 | 手槍           | 手槍             | 手槍                                | 手槍                                                     | 手槍 |
| -------------------- | ---- | -------------- | ---------------- | ----------------------------------- | -------------------------------------------------------- | ---- |
| M9                   |      | 義大利 · 美国  | 半自動手槍       | 9×19mm                              | 制式手槍，逐步淘汰中                                     |      |
| SIG P226             |      | 德国           | 半自動手槍       | 9×19mm                              | 裝備三棲特戰隊及爆炸品處理組，目前正被克拉克19取代中     |      |
| M18                  |      | 美国           | 半自動手槍       | 9×19mm                              | 新型制式手槍，目前正取代M9                               |      |
| Mk 27                |      | 奥地利         | 半自動手槍       | 9×19mm                              | 裝備特種作戰部隊                                         |      |
| Mk 24 Mod 0          |      | 德国           | 半自動手槍       | .45 ACP                             | 裝備特種作戰部隊                                         |      |
| SIG P239 DAK         |      | 德国           | 半自動手槍       | .40 S&W                             | 裝備海軍犯罪調查局                                       |      |
| SIG P229R DAK        |      | 德国           | 半自動手槍       | .40 S&W                             | 裝備海軍犯罪調查局                                       |      |
| SIG P320 X-Five      |      | 美国           | 半自動手槍       | 9×19mm                              | 裝備海軍特種作戰開發群                                   |      |
| 突擊步槍／戰鬥步槍   |      |                |                  |                                     |                                                          |      |
| M16A3                |      | 美国           | 突擊步槍         | 5.56×45mm                           | 制式步槍                                                 |      |
| M4A1                 |      | 美国           | 突擊步槍         | 5.56×45mm                           | 制式步槍，特種作戰部隊版本配備SOPMOD Block II或URG-I套件 |      |
| Mk 18                |      | 美国           | 突擊步槍         | 5.56×45mm                           | 制式卡賓槍                                               |      |
| Mk 17 Mod 0          |      | 美国 · 比利时  | 戰鬥步槍         | 7.62×51mm                           | 僅裝備特種作戰部隊                                       |      |
| Mk 14 EBR            |      | 美国           | 戰鬥步槍         | 7.62×51mm                           |                                                          |      |
| Noveske N4           |      | 美国           | 突擊步槍         | 5.56×45mm .300 Blackout             | 僅裝備海軍特種作戰開發群                                 |      |
| 56式、56-1式、56-2式 |      | 中华人民共和国 | 突擊步槍         | 7.62×39mm                           | 僅裝備特種作戰部隊                                       |      |
| 散彈槍               |      |                |                  |                                     |                                                          |      |
| M870                 |      | 美国           | 泵動式散彈槍     | 12鉛徑                              |                                                          |      |
| 莫斯伯格M500         |      | 美国           | 泵動式散彈槍     | 12鉛徑                              | 裝備海軍犯罪調查局                                       |      |
| M1014                |      | 義大利         | 半自動散彈槍     | 12鉛徑                              |                                                          |      |
| 衝鋒槍               |      |                |                  |                                     |                                                          |      |
| HK MP5N              |      | 德国           | 衝鋒槍           | 9×19mm                              | 僅裝備特種作戰部隊                                       |      |
| HK MP5K              |      | 德国           | 衝鋒槍           | 9×19mm                              | 僅裝備特種作戰部隊                                       |      |
| HK MP7A1             |      | 德国           | 衝鋒槍           | 4.6×30mm                            | 僅裝備海軍特種作戰開發群                                 |      |
| 狙擊步槍             |      |                |                  |                                     |                                                          |      |
| 海豹偵察步槍         |      | 美国           | 精確射手步槍     | 5.56×45mm                           | 僅裝備特種作戰部隊                                       |      |
| Mk 11 Mod 2          |      | 美国           | 半自動狙擊步槍   | 7.62×51mm                           |                                                          |      |
| Mk 20 SSR            |      | 美国 · 比利时  | 半自動狙擊步槍   | 7.62×51mm                           | 僅裝備特種作戰部隊                                       |      |
| Geissele MRGG        |      | 美国           | 半自動狙擊步槍   | 6.5mm Creedmoor                     | 僅裝備特種作戰部隊                                       |      |
| 麥克米蘭TAC-338      |      | 美国           | 栓動式狙擊步槍   | .338 Lapua Magnum .338 Norma Magnum | 僅裝備特種作戰部隊                                       |      |
| Mk 15 Mod 0          |      | 美国           | 栓動式反器材步槍 | 12.7×99mm                           | 僅裝備特種作戰部隊                                       |      |
| M107 SASR            |      | 美国           | 半自動反器材步槍 | 12.7×99mm                           |                                                          |      |
| 機槍                 |      |                |                  |                                     |                                                          |      |
| Mk 46                |      | 美国 · 比利时  | 輕機槍           | 5.56×45mm                           |                                                          |      |
| M240                 |      | 美国 · 比利时  | 通用機槍         | 7.62×51mm                           | 制式裝備                                                 |      |
| Mk 48                |      | 美国 · 比利时  | 通用機槍         | 7.62×51mm                           | 裝備特種作戰部隊                                         |      |
| Mk 43                |      | 美国           | 通用機槍         | 7.62×51mm                           | 裝備特種作戰部隊                                         |      |
| Mk 25                |      | 美国           | 加特林機槍       | 7.62×51mm                           | 固定在載具上使用                                         |      |
| M2HB                 |      | 美国           | 重機槍           | 12.7×99mm                           | 固定在載具或三腳架上使用                                 |      |
| 手榴彈／爆炸物       |      |                |                  |                                     |                                                          |      |
| M67                  |      | 美国           | 破片手榴彈       | -                                   |                                                          |      |
| M84                  |      | 美国           | 震撼彈           | -                                   |                                                          |      |
| M83                  |      | 美国           | 煙霧彈           | -                                   |                                                          |      |
| AN/M14               |      | 美国           | 燃燒彈           | -                                   |                                                          |      |
| M18A1 Claymore       |      | 美国           | 反人員地雷       | -                                   |                                                          |      |
| 榴彈發射器           |      |                |                  |                                     |                                                          |      |
| Mk 19                |      | 美国           | 自動榴彈發射器   | 40×53mm                             |                                                          |      |
| Mk 47 Striker        |      | 美国           | 自動榴彈發射器   | 40×53mm                             | 裝備特種作戰部隊                                         |      |
| M79                  |      | 美国           | 榴彈發射器       | 40×46mm                             | 裝備特種作戰部隊                                         |      |
| M203                 |      | 美国           | 下掛式榴彈發射器 | 40×46mm                             | 下掛在M16A3戓M4卡賓槍護木下                              |      |
| M320                 |      | 美国 · 德国    | 榴彈發射器       | 40×46mm                             | 可下掛在步槍下或單獨使用                                 |      |
| Mk 13                |      | 美国 · 比利时  | 榴彈發射器       | 40×46mm                             | 可下掛在步槍下或單獨使用，裝備特種作戰部隊               |      |

## 個人裝備

### 服裝
- 海軍工作服（英语：Navy Working Uniform）（AOR-1及AOR-2迷彩樣式）
- Crye Precision G2海軍定制版／G3作戰服（AOR-1、AOR-2及Multicam迷彩樣式；裝備特種作戰部隊及爆炸品處理組）

### 戰術頭盔
- 增強型戰鬥頭盔（英语：Enhanced Combat Helmet (United States)）
- Ops-Core FAST Maritime（裝備特種作戰部隊及爆炸品處理組）
- Ops-Core FTHS（裝備特種作戰部隊）

### 抗噪耳機
- 3M Peltor Comtac系列

### 防彈衣
- IBA（英语：Interceptor multi-threat body armor system）
- Eagle Industries CIRAS（英语：Combat Integrated Releasable Armor System）
- Crye Precision AVS（裝備特種作戰部隊）
- Crye Precision JPC／JPC 2.0（裝備特種作戰部隊及爆炸品處理組）
- Ferro Concepts FCPC V5（裝備特種作戰部隊）

### 夜視儀
- AN/PVS-31（裝備特種作戰部隊及爆炸品處理組）
- GPNVG-18（裝備海軍特戰開發群）

## 特種作戰部隊

### 海豹部隊

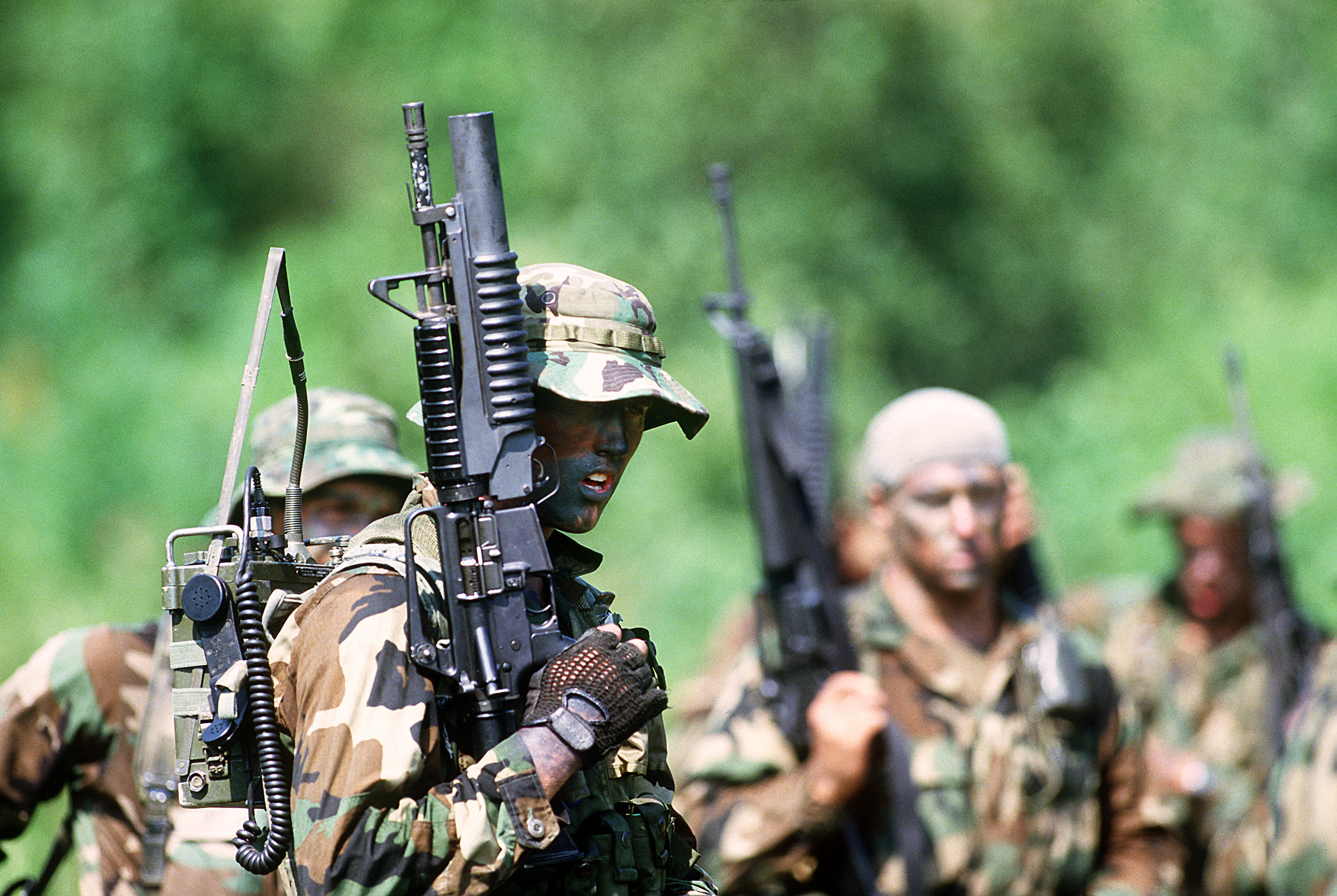
海豹部隊

美國海軍海豹部隊（Navy SEALs）成立於1960年代，前身為美國海軍的水下爆破小隊（UDT），目前的人員編制共有3,500名士官和作戰人員，想要成為海豹部隊的一員，必須通過為期六個多月的測試和挑戰。每一年自願報考的軍人非常多，平均約在1,500人，但能夠完成六個月地獄般的訓練，人數通常不超過30人，但高淘汰率並沒有因此讓人卻步，反而激勵了很多原本看似會被淘汰，但在最後卻通過測試的人。
第一個月通常稱為魔鬼地獄週，因為在這四個禮拜，會面臨到體能、壓力、速度、精神、甚至是自己的意志力的考驗。通常每人每天需操練15小時，但睡眠時間不到5小時，體能和壓力皆會逐漸出現問題，根據統計，有25%的人會在第一週就放棄。而通過第一個月魔鬼訓練的人，在之後會開始接受使用槍械和搏擊訓練，慢慢的他們也被訓練泳渡寒冷的水域並實施偷襲。當再通過六個月的訓練之後，掛上老鷹標誌的徽章，就象徵著已是海豹部隊的一員。
海豹之所以聞名於世是因為他們講究團隊精神和艱辛的訓練，以至是各種媒體的“宣傳”。海豹總共分為8個分隊，每個分隊所負責的區域不同，每個隊有70個小隊，一小隊8個人。到目前為止，海豹部隊已經執行超過500個任務，其中有350個任務是在1992年的波斯灣戰爭所執行的。

### 美國海軍特種作戰開發群
美國海軍特種作戰開發群（DEVGRU）於1980年成立，前稱為海豹第六分隊（SEAL Team 6），主要負責境外的海陸反恐作戰，該部隊跟陸軍三角洲部隊同屬美國特種作戰部隊最高級別的第1層級（Tier One）特別任務單位（SMU），兩者皆直屬聯合特種作戰司令部（JSOC）。

## 流行文化

### 影視作品
- 《捍衛戰士》
- 《捍衛戰士：獨行俠》
- 《迫切的危機》
- 《赤色風暴》
- 《怒海劫》
- 《超級戰艦》
- 《海豹神兵：英勇行動》
- 《怒海戰艦》
- 《珍珠港》
- 《決戰中途島》
- 《決戰38度線》

## 外部連結
- .   [2006-11-29]. （原始内容存档于1997-01-04）.
- .   [2007-06-13]. （原始内容存档于2021-05-05）.
- .   [2007-06-13]. （原始内容存档于2021-04-25）.
- . University of North Texas Libraries. （原始内容存档于2007-08-12）.
- . Naval History. NavSource.   [2022-07-15]. （原始内容存档于2011-02-25）.
- . HazeGray.org.   [2007-06-13]. （原始内容存档于2019-07-23）.
- . Military Analysis Network. Federation of America Scientists. （原始内容存档于2021-04-22）.
- . World War I at Sea.net.   [2007-02-03]. （原始内容存档于2020-04-04）.（Includes warship losses.）
- . World War II on the World Wide Web. Hyper War.   [2007-06-13]. （原始内容存档于2021-03-19）. （Includes The Official Chronology of the U.S. Navy in World War II.）
- . U.S. WW II Newsmap. Army Orientation Course. 1942-06-29  [2007-06-13]. （原始内容存档于2009-08-24）. Hosted by the UNT Libraries Digital Collections （页面存档备份，存于）
- . United States Navy and World War II. Naval-History.net.   [2007-02-03]. （原始内容存档于2006-11-18）.（Chronology of the lead up of U.S. entry into WWII.）

1. ↑  大陆海军，作为大陆军的一部分
2. ↑  现今组织形式